# 日本の鉄道ラインカラー一覧
日本の鉄道ラインカラー一覧（にほんのてつどうラインカラーいちらん）は、日本の鉄道路線や運転系統ごとに定められた色（ラインカラー）の一覧である。これらの色は路線図、駅名標、地図式運賃表、サインシステムなどの案内表示に使用されている。

## JRグループ

### JR各社のコーポレートカラー
| 社名（通称）               | コーポレートカラー | コーポレートカラー               |
| -------------------------- | ------------------ | -------------------------------- |
| 北海道旅客鉄道（JR北海道） |                    | ライトグリーン（正確には萌黄色） |
| 東日本旅客鉄道（JR東日本） |                    | グリーン（緑）                   |
| 東海旅客鉄道（JR東海）     |                    | オレンジ（橙）                   |
| 西日本旅客鉄道（JR西日本） |                    | ブルー（青）                     |
| 四国旅客鉄道（JR四国）     |                    | ライトブルー（水）               |
| 九州旅客鉄道（JR九州）     |                    | レッド（赤）                     |
| 日本貨物鉄道（JR貨物）     |                    | コンテナブルー（青22号）         |

### 新幹線
| 路線名                                         | 色 | 色             |
| ---------------------------------------------- | -- | -------------- |
| 東海道新幹線 山陽新幹線 北陸新幹線（JR西日本） |    | ブルー（青）   |
| 東北新幹線 上越新幹線 北陸新幹線（JR東日本）   |    | グリーン（緑） |
| 山形新幹線                                     |    | オレンジ（橙） |
| 秋田新幹線                                     |    | ピンク（桃）   |

九州新幹線・西九州新幹線と北海道新幹線では特にラインカラーは定められていない。
JR東海の東海道新幹線・JR西日本の山陽新幹線と北陸新幹線（糸魚川駅 - 敦賀駅間）では一部の駅を除き、発車案内板で3列車を識別する色を独自に用いている。九州新幹線直通の「みずほ」、「さくら」および九州内完結の「つばめ」も、主要駅においてこれらの3列車について識別するために色を独自に用いて案内する。また、東海道・山陽・九州新幹線ではN700系・N700S系のフルカラーLED行先表示器においても、これと同じ色を用いて列車名ごとに色を分けて案内している。
西九州新幹線の「かもめ」でもN700S系のフルカラーLED行先表示器を活用しているが、通過駅の有無で色を分けて案内している。
| 列車名                 | 列車名                 | 列車名     | 列車名                         | 列車名               | 色 | 色           |
| 東海道新幹線           | 山陽新幹線             | 九州新幹線 | 北陸新幹線 （糸魚川 - 敦賀間） | 西九州新幹線         | 色 | 色           |
| ---------------------- | ---------------------- | ---------- | ------------------------------ | -------------------- | -- | ------------ |
| のぞみ                 | のぞみ                 | -          | かがやき                       | -                    |    | イエロー     |
| ひかり（レールスター） | ひかり（レールスター） | -          | はくたか                       | かもめ（一部駅通過） |    | レッド       |
| こだま                 | こだま                 | -          | つるぎ                         | かもめ（各駅停車）   |    | ブルー       |
| -                      | みずほ                 | みずほ     | -                              | -                    |    | オレンジ     |
| -                      | さくら                 | さくら     | -                              | -                    |    | ピンク       |
| -                      | つばめ                 | つばめ     | -                              | -                    |    | ライトブルー |

また、JR東日本の新幹線では、誤乗防止のため主要駅の発車標で6方面を識別する色を独自に用いて案内する。なお、北海道新幹線直通列車を除き、フルカラーLED式の行先表示器を採用する車両（E3系2000番台、E2系1000番台J70番台編成、E5系、E6系、E7系、E8系、ならびにJR北海道所有のH5系、JR西日本所有のW7系）では、行先表示器の列車名もこれらの路線色で表示される。
| 直通先路線名                     | 列車名                             | 色 | 色                       |
| -------------------------------- | ---------------------------------- | -- | ------------------------ |
| 東北新幹線                       | はやぶさ・はやて・やまびこ・なすの |    | グリーン（若竹）         |
| 山形新幹線                       | つばさ                             |    | オレンジ（山吹）         |
| 秋田新幹線                       | こまち                             |    | ピンク（桃）             |
| 北海道新幹線 ※新函館北斗方面のみ | はやぶさ・はやて                   |    | イエローグリーン（萌黄） |
| 上越新幹線                       | とき・たにがわ                     |    | 朱鷺色                   |
| 北陸新幹線                       | かがやき・はくたか・あさま・つるぎ |    | パープル（竜胆）         |

### 北海道旅客鉄道（JR北海道）
| 路線                                   | 記号 | 色 |
| -------------------------------------- | ---- | -- |
| 函館本線（函館 - 長万部、苗穂 - 白石） | H    |    |
| 室蘭本線（長万部 - 沼ノ端）            | H    |    |
| 千歳線（沼ノ端 - 白石）                | H    |    |
| 室蘭本線（輪西 - 室蘭）                | M    |    |
| 函館本線（池田園 - 東森）              | N    |    |
| 函館本線（厚別 - 旭川）                | A    |    |
| 宗谷本線（旭川 - 新旭川）              | A    |    |
| 石北本線（新旭川 - 網走）              | A    |    |
| 宗谷本線（永山 - 稚内）                | W    |    |
| 石勝線（追分 - 新得）                  | K    |    |
| 根室本線（新得 - 釧路）                | K    |    |
| 千歳線（新千歳空港）                   | AP   |    |
| 函館本線（二股 - 小樽 - 桑園）         | S    |    |
| 札沼線（八軒 - 北海道医療大学）        | G    |    |
| 根室本線（東滝川 - 富良野）            | T    |    |
| 富良野線（神楽岡 - 学田）              | F    |    |
| 釧網本線（桂台 - 東釧路）              | B    |    |

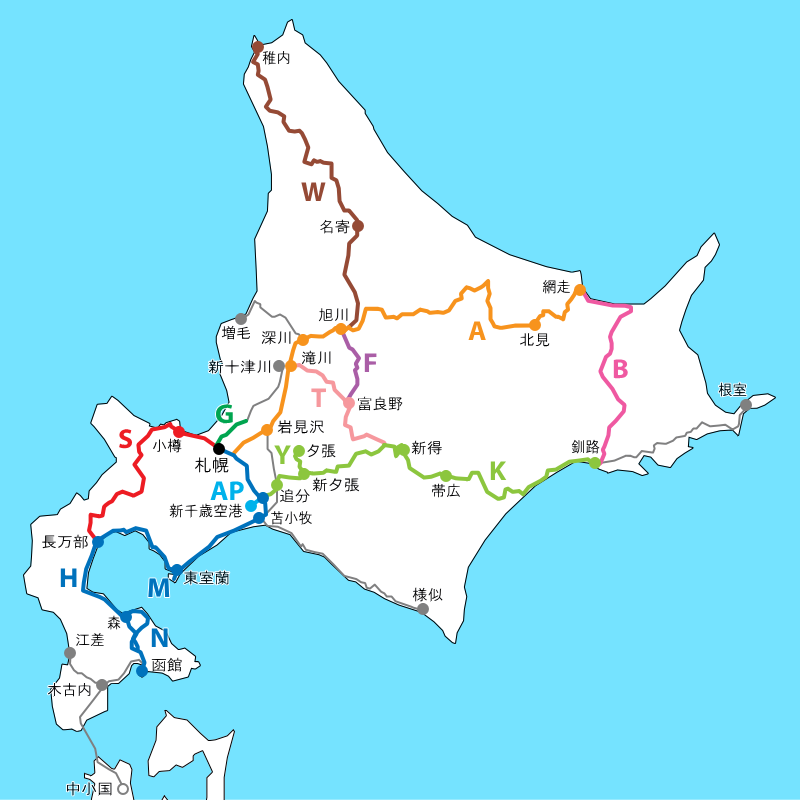
JR北海道のラインカラー

2007年10月の駅番号表示の一環として、主要線区に「区間カラー」と呼称するラインカラーの使用を開始した。

### 東日本旅客鉄道（JR東日本）

#### 東京近郊地区

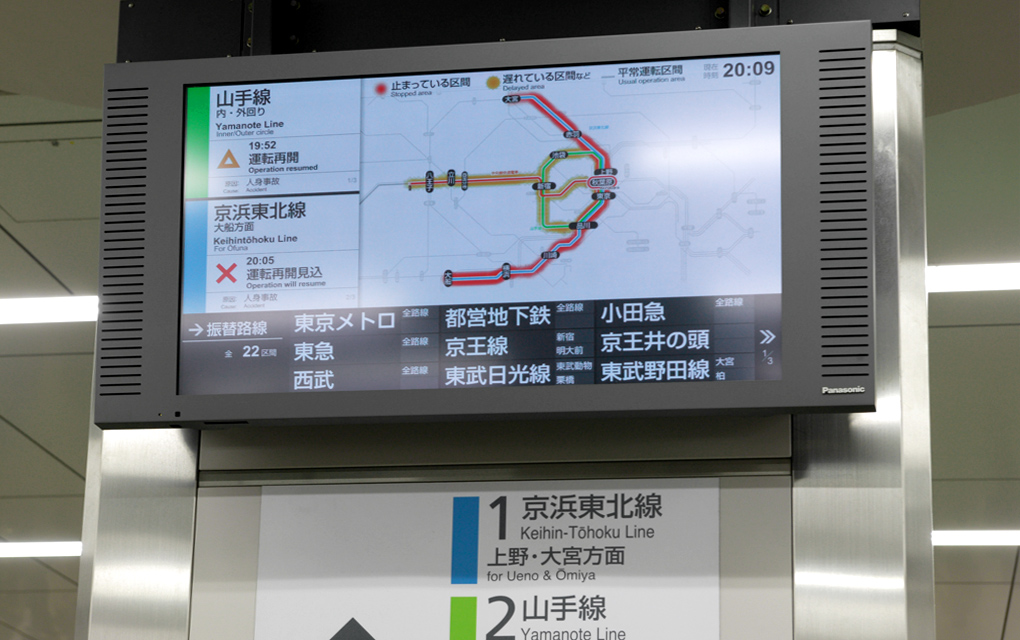
駅の旅客案内におけるラインカラーの使用例（異常時案内用ディスプレイ）

東京近郊地区では、誤乗防止のために、JRの前身である日本国有鉄道（国鉄）の時代から路線ごとに車体の色が異なっており、駅の旅客案内においてもラインカラーとして車体と同様の色が使用されている。現在はほとんどの車両がステンレス車両となったため、ラインカラーはその帯に示されている形となっているが、JR発足後に新たにステンレス車両が導入された郊外の線区では、2色ないし3色の帯を巻いて東京都心の線区との区別がなされている。なお、東京近郊地区では路線案内に使われる色と車体の色とが一致している路線が多い。
| 路線・系統名                                      | 路線記号 | 案内色                                            | 案内色             | 車体色（JR車両の色のみ記載）           | 車体色（JR車両の色のみ記載）                       |
| ------------------------------------------------- | -------- | ------------------------------------------------- | ------------------ | -------------------------------------- | -------------------------------------------------- |
| 山手線                                            | JY       |                                                   | 黄緑               |                                        | ウグイス（国鉄黄緑6号）                            |
| 埼京線 川越線（大宮 - 川越）・相鉄線直通列車      | JA       |                                                   | ビリジアングリーン |                                        | グリーン（国鉄緑15号）                             |
| 京浜東北線・根岸線                                | JK       |                                                   | 水色               |                                        | スカイブルー（国鉄青24号）                         |
| 中央線快速 青梅線・五日市線                       | JC       |                                                   | 朱                 |                                        | オレンジバーミリオン（国鉄朱色1号）                |
| 中央・総武線各駅停車                              | JB       |                                                   | 黄                 |                                        | カナリアイエロー（国鉄黄1号）                      |
| 中央・総武線各駅停車                              | JB       | 地下鉄東西線直通：ブルー＋スカイブルー            | 黄                 |                                        |                                                    |
| 常磐線快速 成田線（我孫子 - 成田）                | JJ       |                                                   | エメラルドグリーン |                                        | エメラルドグリーン（国鉄青緑1号）＋ライトグリーン  |
| 常磐線各駅停車                                    | JL       |                                                   | エメラルドグリーン |                                        | エメラルドグリーン（国鉄青緑1号）                  |
| 京葉線                                            | JE       |                                                   | 赤                 |                                        | ワインレッド（国鉄赤14号）                         |
| 武蔵野線                                          | JM       |                                                   | 朱                 |                                        | オレンジバーミリオン＋茶                           |
| 南武線（川崎 - 立川）                             | JN       |                                                   | 黄                 |                                        | カナリアイエロー＋オレンジ＋茶色                   |
| 南武線（尻手 - 浜川崎）                           | JN       |                                                   | 黄                 | グリーン＋イエロー、車体上部にクリーム |                                                    |
| 鶴見線                                            | JI       |                                                   | 黄                 |                                        | カナリアイエロー＋スカイブルー                     |
| 横浜線                                            | JH       |                                                   | 黄緑               |                                        | ウグイス（黄緑6号）＋グリーン（緑15号）            |
| 相模線                                            |          |                                                   | 青緑               |                                        | ブルーグリーン＋水色                               |
| 八高線（八王子 - 高麗川） 川越線（高麗川 - 川越） |          |                                                   | グレー             |                                        | オレンジバーミリオン＋ウグイス                     |
| 八高線（高麗川 - 倉賀野 - 高崎）                  |          |                                                   | メタリックブラウン | ■                                      | ダークライムグリーン                               |
| 湘南新宿ライン                                    | JS       |                                                   | 赤                 |                                        | グリーン＋オレンジ「湘南色」                       |
| 上野東京ライン                                    | JT/JU/JJ |                                                   | 紫                 |                                        | グリーン＋オレンジ「湘南色」                       |
| 上野東京ライン                                    | JT/JU/JJ | ブルー（国鉄青20号）                              | 紫                 |                                        |                                                    |
| 上野東京ライン                                    | JT/JU/JJ | エメラルドグリーン（国鉄青緑1号）＋ライトグリーン | 紫                 |                                        |                                                    |
| 東海道線・伊東線                                  | JT       |                                                   | オレンジ           |                                        | グリーン＋オレンジ「湘南色」                       |
| 宇都宮線・高崎線                                  | JU       |                                                   | オレンジ           |                                        | グリーン＋オレンジ「湘南色」                       |
| 横須賀・総武快速線                                | JO       |                                                   | 青                 |                                        | ブルー＋クリーム「横須賀色」                       |
| 常磐線                                            | JJ       |                                                   | 青                 |                                        | ブルー（国鉄青20号）                               |
| 水戸線                                            |          |                                                   | 青                 |                                        | ブルー（国鉄青20号）                               |
| 中央線（高尾以西）                                | CO JC    |                                                   | 青                 |                                        | アルパインブルー＋リフレッシンググリーン「長野色」 |
| 中央線（高尾以西）                                | CO JC    | 朱                                                |                    |                                        | アルパインブルー＋リフレッシンググリーン「長野色」 |
| 内房線                                            |          |                                                   | 水色               |                                        | カナリアイエロー＋ブルー                           |
| 外房線                                            |          |                                                   | 朱                 |                                        | カナリアイエロー＋ブルー                           |
| 総武線（千葉以東）                                | JO       |                                                   | 黄                 |                                        | カナリアイエロー＋ブルー                           |
| 成田線（我孫子 - 成田除く）                       | JO       |                                                   | 緑                 |                                        | カナリアイエロー＋ブルー                           |
| 東金線                                            |          |                                                   | 朱                 |                                        | カナリアイエロー＋ブルー                           |
| 鹿島線                                            |          |                                                   | 茶                 |                                        | カナリアイエロー＋ブルー                           |
| 日光線                                            |          |                                                   | 茶                 |                                        | マルーン＋ゴールド＋白                             |
| 久留里線                                          |          |                                                   | シーグリーン       | ■                                      | スカイブルー+緑                                    |
| 烏山線                                            |          |                                                   | 緑                 | ■                                      | グリーン（国鉄緑14号）                             |
| 両毛線                                            |          |                                                   | イエロー           |                                        | グリーン＋オレンジ「湘南色」                       |
| 信越線（高崎 - 横川）                             |          | イエローグリーン                                  |                    |                                        | グリーン＋オレンジ「湘南色」                       |
| 上越線（高崎 - 水上）                             |          | スカイブルー                                      |                    |                                        | グリーン＋オレンジ「湘南色」                       |
| 吾妻線                                            |          | ブルーグリーン                                    |                    |                                        | グリーン＋オレンジ「湘南色」                       |

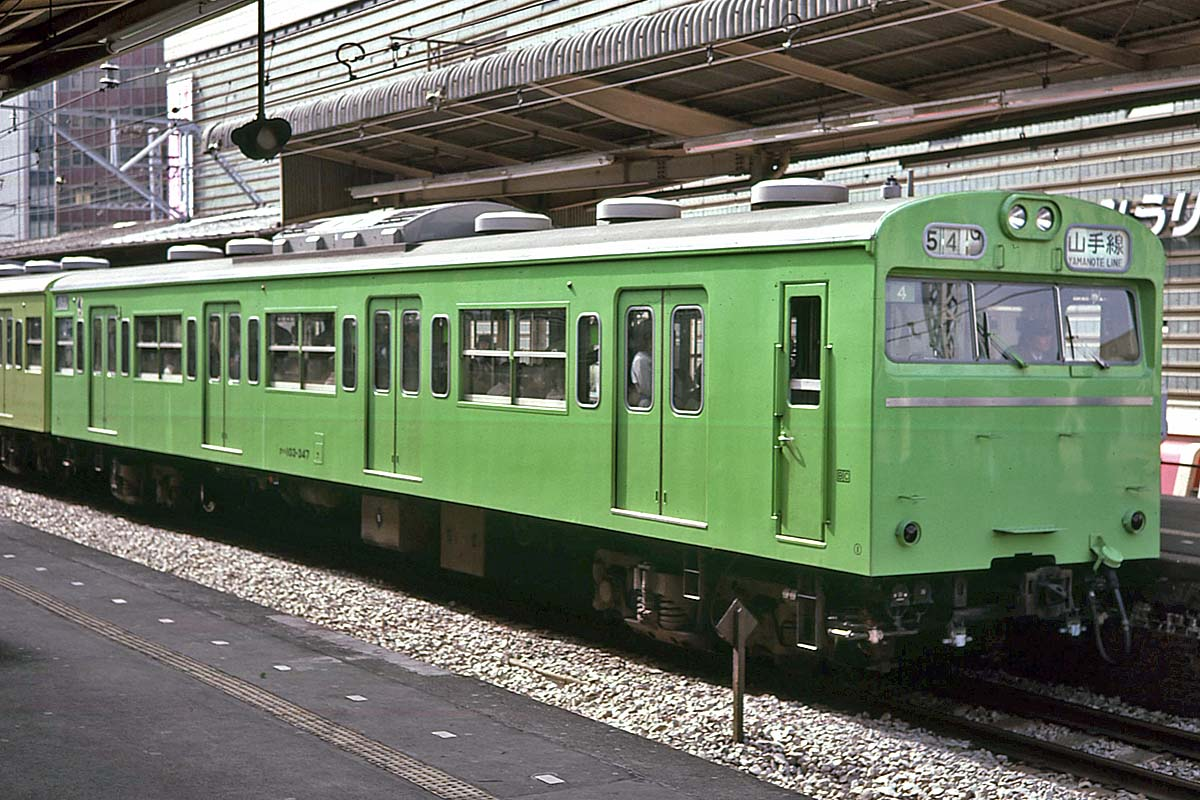
かつて国鉄時代の山手線で使用されていた103系。車体色にウグイス色が採用され、後に205系などのステンレス車両の帯色にも受け継がれている。
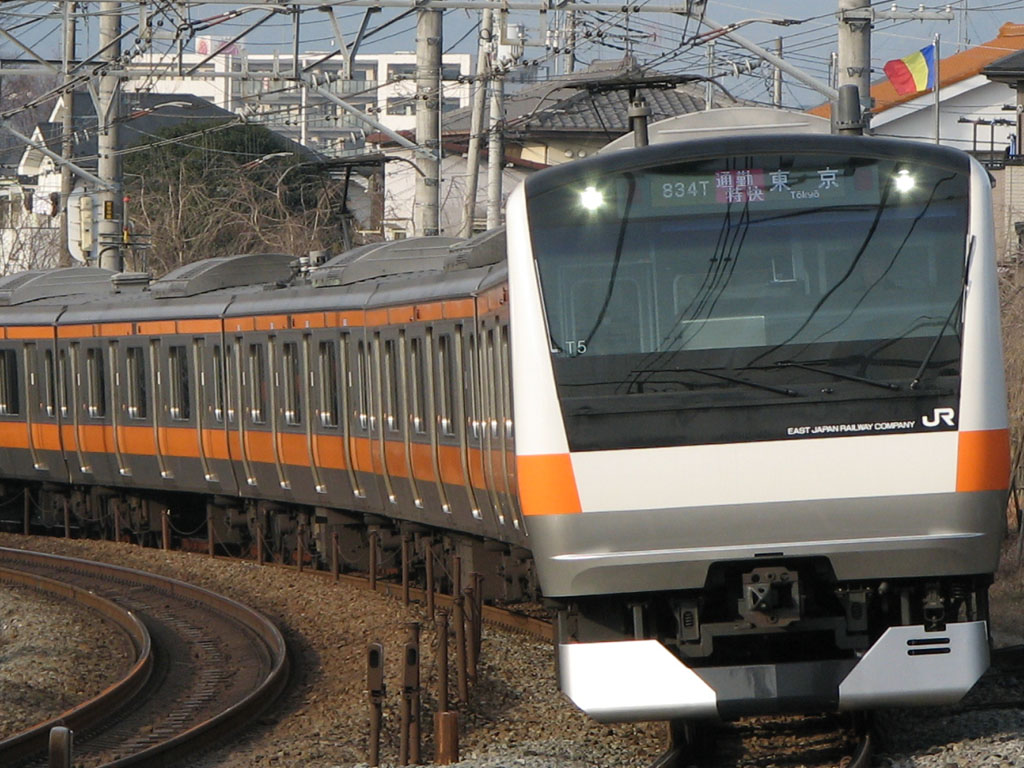
中央線快速電車及び直通先の青梅線・五日市線で使われている、ステンレス車両のE233系。ラインカラーのオレンジバーミリオンが帯の色として現れている。
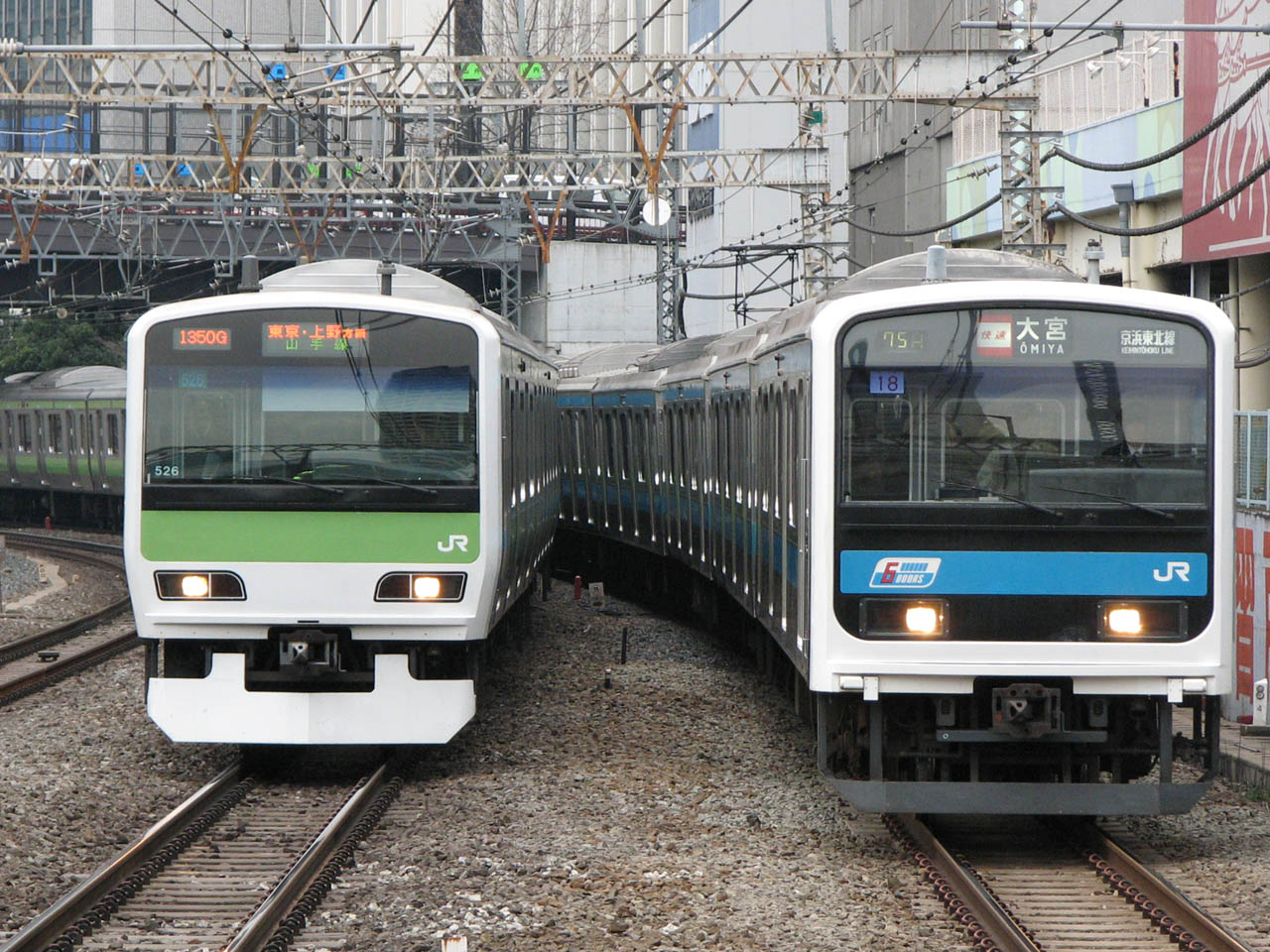
田端～品川間の区間を併走する山手線と京浜東北線の電車。色の違いによってどちらの路線の電車なのかを見分けることができる。
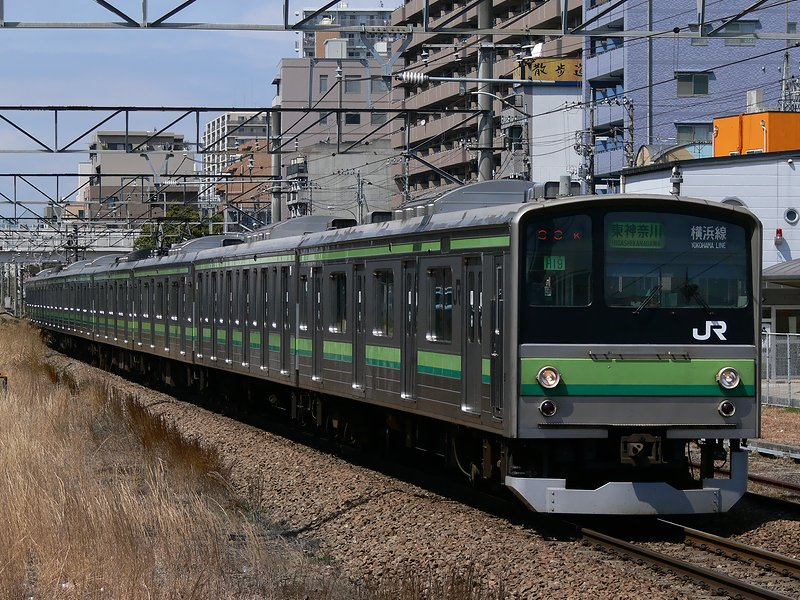
JR発足後に横浜線に導入された205系。2色の帯が巻かれ、ウグイス色1色の山手線の電車とは区別されている。
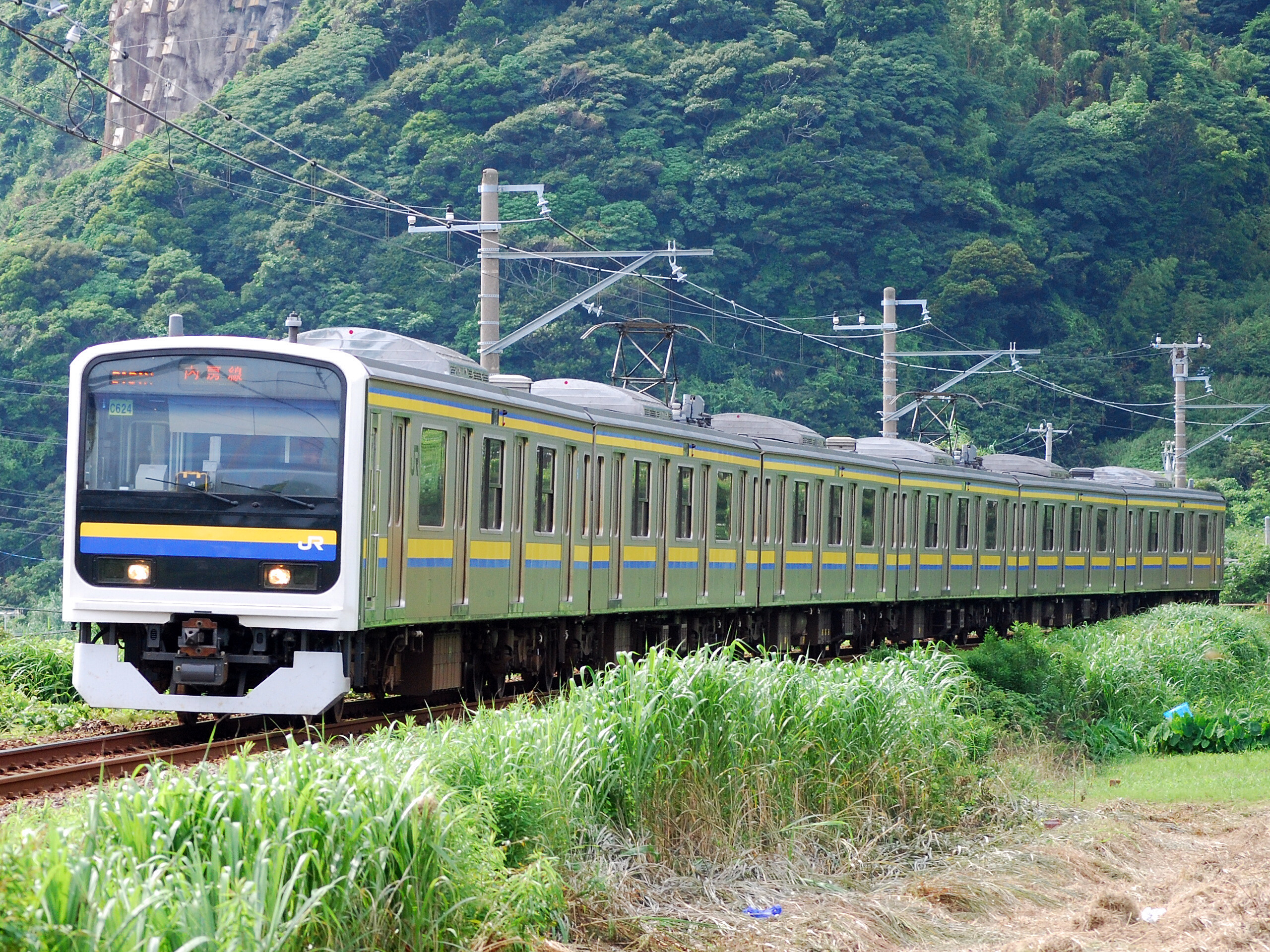
内房線の209系。内房線・外房線・総武本線（千葉～成東～銚子）・成田線（千葉～佐原～銚子）・東金線・鹿島線は同一の車両を使用するため、車体色による区別はない。

#### 地方線区
地方線区では、主に駅の地図式運賃表や案内サイン、駅名標、スマートフォン向けアプリ「JR東日本アプリ」などにラインカラーが用いられている。

##### 長野エリアのラインカラー
2016年12月より大糸線の各駅に番号が制定された。追って、2025年2月以降中央本線の路線記号が制定されなかった区間と篠ノ井線、信越本線に駅ナンバリングが付与された。中央本線の駅番号は大月から連続している。
なお、長野支社はこれらの路線の他に中央本線（辰野支線）、飯山線（豊野 - 森宮野原）、小海線（甲斐小泉 - 小諸）を管轄しているが、同時点でも路線記号は制定されておらず、従来の路線カラーのみを継続使用している。
| 路線                                           | 記号      | 色 | 色             |
| ---------------------------------------------- | --------- | -- | -------------- |
| 中央本線（大月以西、小淵沢 - みどり湖 - 塩尻） | CO        |    | 青             |
| 中央本線（岡谷 - 辰野 - 塩尻）                 | （無し）  |    | 青             |
| 篠ノ井線                                       | SN        |    | ダークオレンジ |
| 大糸線                                         | Oito Line |    | パープル       |
| 信越本線（篠ノ井 - 長野）                      | SE        |    | スカイブルー   |
| 小海線                                         | （無し）  |    | グリーン       |
| 飯山線                                         | （無し）  |    | 黄緑           |

列車は路線にかかわらず、電車は「長野色」（アルパインブルー＋リフレッシンググリーン）の帯、気動車は基本的にベリーペールグリーン+ダークライムグリーンの色を纏っている。

##### その他

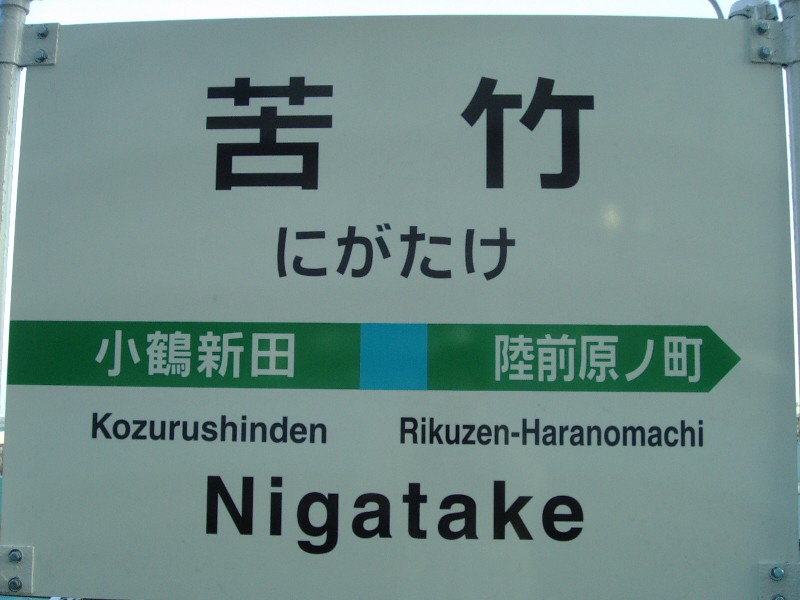
仙石線苦竹駅の駅名標。中央の四角形のスカイブルーがラインカラーを表す。

| 路線                      | 路線                              | 色           | 色             |
| ------------------------- | --------------------------------- | ------------ | -------------- |
| 上越線                    | 上越線                            |              | スカイブルー   |
| 信越本線（直江津 - 新潟） | 信越本線（直江津 - 新潟）         |              | スカイブルー   |
| 小海線                    | 小海線                            |              | グリーン       |
| 飯山線                    | 飯山線                            |              | 黄緑           |
| 越後線                    | 越後線                            |              | グリーン       |
| 弥彦線                    | 弥彦線                            |              | パープル       |
| 羽越本線                  | 羽越本線                          |              | スカイブルー   |
| 白新線                    | 白新線                            |              | ピンク         |
| 米坂線                    | 米坂線                            |              | パープル       |
| 東北本線                  | 黒磯 - 盛岡 岩切 - 利府（利府線） |              | グリーン       |
| 磐越東線                  | 磐越東線                          |              | レッドパープル |
| 磐越西線                  | 磐越西線                          |              | 茶             |
| 只見線                    | 只見線                            |              | ブルー         |
| 奥羽本線                  | 山形線含む                        |              | オレンジ       |
| 仙石線                    | 仙石線                            |              | スカイブルー   |
| 仙石東北ライン            | 仙石東北ライン                    |              | グリーン       |
| 仙石東北ライン            | 仙石東北ライン                    | スカイブルー |                |
| 仙山線                    | 仙山線                            |              | ウグイス       |
| 左沢線                    | 左沢線                            |              | ブルー         |
| 石巻線                    | 石巻線                            |              | ピンク         |
| 気仙沼線                  | 気仙沼線                          |              | パープル       |
| 陸羽東線                  | 陸羽東線                          |              | グレー         |
| 陸羽西線                  | 陸羽西線                          |              | ライトグリーン |
| 大船渡線                  | 大船渡線                          |              | ライトオレンジ |
| 北上線                    | 北上線                            |              | パープル       |
| 釜石線                    | 釜石線                            |              | ブルー         |
| 田沢湖線                  | 田沢湖線                          |              | レッドパープル |
| 山田線                    | 山田線                            |              | ブラウン       |
| 岩泉線                    | 岩泉線                            |              | グレー         |
| 男鹿線                    | 男鹿線                            |              | グリーン       |
| 五能線                    | 五能線                            |              | ブルー         |
| 花輪線                    | 花輪線                            |              | ワインレッド   |
| 八戸線                    | 八戸線                            |              | レッド         |
| 大湊線                    | 大湊線                            |              | ゴールド       |
| 津軽線                    | 津軽線                            |              | スカイブルー   |

### 東海旅客鉄道（JR東海）
2018年（平成30年）3月にTOICAエリア及び訪日観光客の多い路線を中心に、路線記号・駅ナンバリングとともに導入された。主に駅名標の駅ナンバリング表記並びに315系及びHC85系の車内案内表示装置などで使用される。
なお、紀勢本線・参宮線・名松線については路線記号・駅ナンバリングともに対象外となっている。
| 路線       | 記号 | 色1 | 色2 | 色3 |
| ---------- | ---- | --- | --- | --- |
| 東海道本線 | CA   |     |     |     |
| 御殿場線   | CB   |     |     |     |
| 身延線     | CC   |     |     |     |
| 飯田線     | CD   |     |     |     |
| 武豊線     | CE   |     |     |     |
| 中央本線   | CF   |     |     |     |
| 高山本線   | CG   |     |     |     |
| 太多線     | CI   |     |     |     |
| 関西本線   | CJ   |     |     |     |

このほか、種別案内色を以下の通り全社で統一している（ただし、他社からの乗り入れ車両の方向幕はこの限りではない）。
| 色 | 種別                 |
| -- | -------------------- |
|    | 特急・ホームライナー |
|    | 特別快速             |
|    | 新快速・快速「みえ」 |
|    | 快速                 |
|    | 区間快速             |
|    | 普通                 |

### 西日本旅客鉄道（JR西日本）

#### 近畿エリア

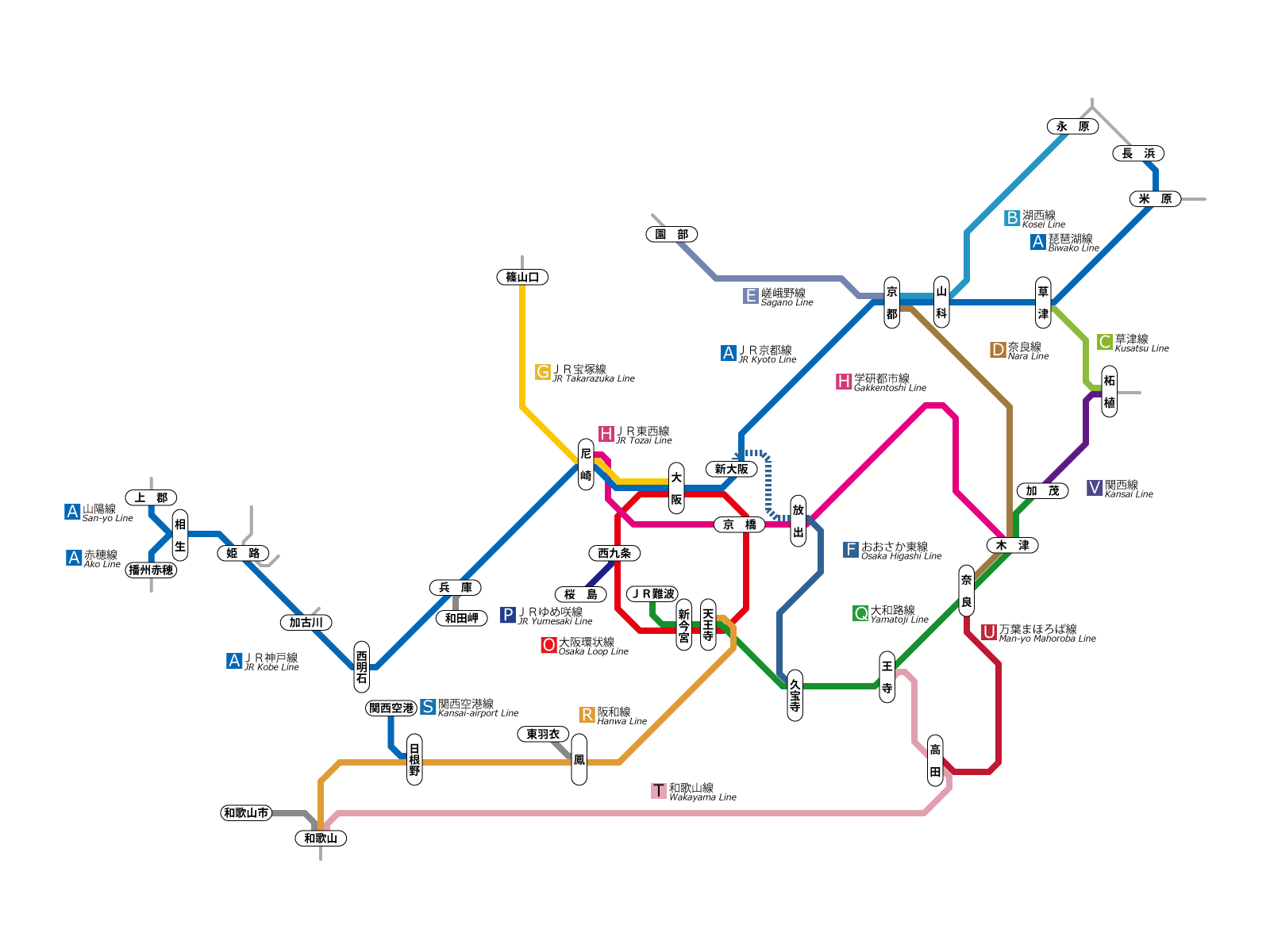
路線記号導入後のアーバンネットワーク路線図。

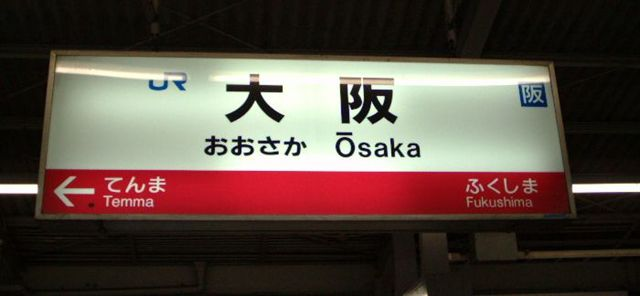
大阪駅の駅名標。下部の赤が大阪環状線のラインカラーを現している。

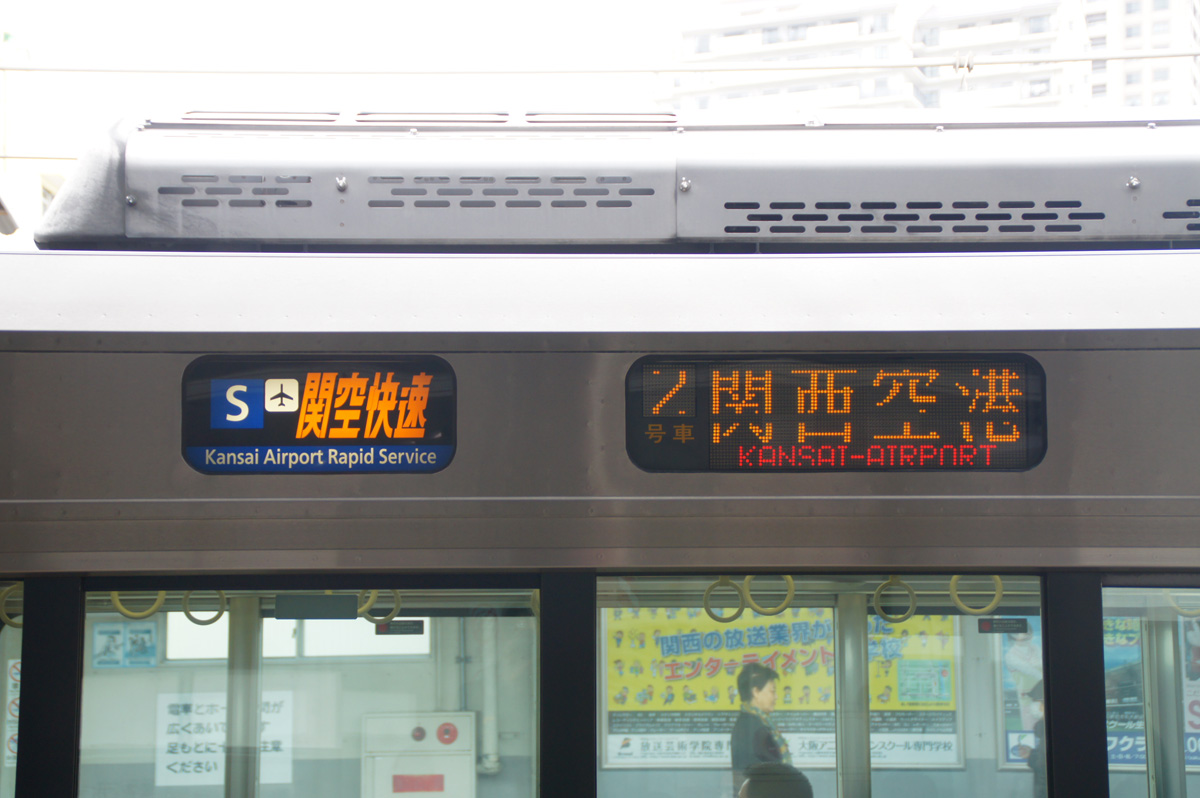
関空快速 関西空港行きの種別幕。下部の青色が関西空港線のラインカラー、左のSが路線記号を現している。

JR西日本のアーバンネットワーク（京阪神地区）の各路線では、発足後の1990年に車体色とは異なった線別のラインカラーが定められた。主に車内の路線図や車体側面の種別表示、駅名標でこれらのラインカラーが使用されている。2014年度末より、路線記号の導入に合わせて、アーバンネットワーク周辺の線区（主に福知山支社や和歌山支社のエリア）も含める形で近畿エリア各路線のラインカラーが拡充された（学研都市線・JRゆめ咲線は変更）。
利用者の多い12路線と300駅に駅番号と路線番号を付与して分かりやすくする。なお琵琶湖線・JR京都線・JR神戸線で採用されている青がコーポレートカラーであるため、標準色に指定されている。カッコ内の斜字は、各路線の正式名称（JR西日本路線図の表記に基づき、本線を称する路線は”本”線を省略して表記）。
| 路線 | 記号 | 路線色 | 路線色 | 路線色         |
| --- | ---- | ------ | ------ | -------------- |
| 北陸線・琵琶湖線（北陸線・東海道線）・JR京都線（東海道線）・JR神戸線（東海道線・山陽線）・山陽線（和田岬線除く）・赤穂線 （敦賀 - 上郡・播州赤穂） | A    |        |        | コバルトブルー |
| 湖西線 | B    |        |        | シアン         |
| 草津線 | C    |        |        | ピクルス       |
| 奈良線 | D    |        |        | ブラウン       |
| 嵯峨野線（山陰線）・山陰線（京都 - 城崎温泉） | E    |        |        | ラベンダー     |
| おおさか東線 | F    |        |        | ブルーグレー   |
| JR宝塚線（福知山線）・福知山線 | G    |        |        | イエロー       |
| 学研都市線（片町線）・JR東西線 | H    |        |        | ピンク         |
| 加古川線 | I    |        |        | ターコイズ     |
| 播但線 | J    |        |        | ワインレッド   |
| 姫新線 | K    |        |        | スカーレット   |
| 舞鶴線 | L    |        |        | サンフラワー   |
| 大阪環状線 | O    |        |        | バーミリオン   |
| JRゆめ咲線（桜島線） | P    |        |        | ネイビー       |
| 大和路線（関西線） | Q    |        |        | グリーン       |
| 阪和線（羽衣線を除く） | R    |        |        | オレンジ       |
| 関西空港線 | S    |        |        | コバルトブルー |
| 和歌山線 | T    |        |        | ピーチ         |
| 万葉まほろば線（桜井線） | U    |        |        | カーマイン     |
| 関西線（加茂 - 亀山） | V    |        |        | パープル       |
| きのくに線（紀勢線） | W    |        |        | アクアマリン   |

また、おおさか東線では新大阪駅・放出駅・久宝寺駅を除き各駅ごとにステーションカラーが設定されている。
なお、国鉄時代は東京近郊地区と同様に、線区別に通勤型電車の車体の色が定められていた。東京近郊地区と異なり、JRによって定められた線区別ラインカラーと車体色の結びつきは薄く、ラインカラーは種別表示の方向幕に現れるのみである。その後、JR西日本発足後に製造された車両は車体色が共通化されていったため、2022年5月現在、国鉄時代の車両色が継承されているのが、1990年にアーバンネットワークと呼ばれていた路線では、関西本線、大阪環状線、桜島線のみとなった。
なお、2001年に電化した山陽本線の支線である和田岬線は、2023年までスカイブルーの103系電車を使用していた。
一方で、2014年に線区別ラインカラーが追加された路線については、従来から使用されている各線区の車体色が採用されている例もある（草津線、加古川線、播但線、姫新線、関西線（加茂-亀山）、きのくに線が該当）。
| 路線                                  | 車体色                     | 車体色                             |
| ------------------------------------- | -------------------------- | ---------------------------------- |
| 東海道本線・山陽本線 （京阪神緩行線） |                            | スカイブルー（本線は2007年消滅）   |
| 大阪環状線・桜島線                    |                            | オレンジバーミリオン（2019年消滅） |
| 片町線                                |                            | オレンジバーミリオン（1996年消滅） |
| 福知山線                              |                            | カナリアイエロー（2001年消滅）     |
| 福知山線                              | スカイブルー（2007年消滅） |                                    |
| 関西本線                              |                            | ウグイス（2025年消滅）             |
| 阪和線                                |                            | スカイブルー（2018年消滅）         |
| 奈良線                                |                            | ウグイス（2022年消滅）             |
| 奈良線                                | スカイブルー（2018年以降） |                                    |
| おおさか東線                          |                            | ウグイス（2022年消滅）             |

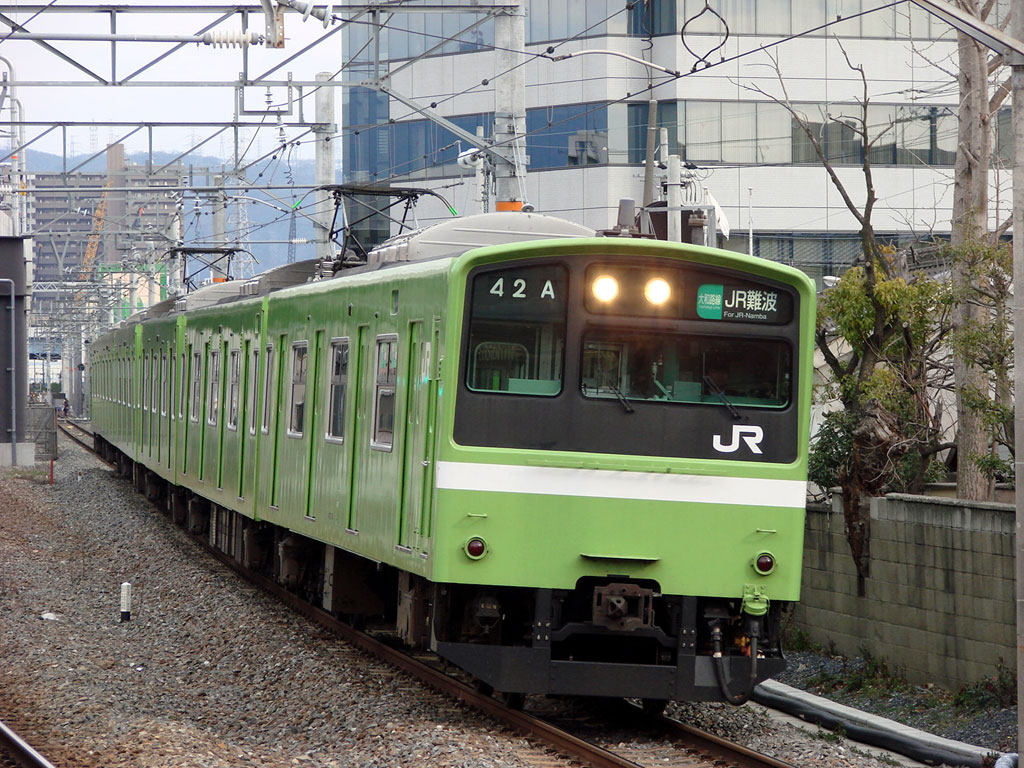
ウグイス色の関西本線（大和路線）の普通電車。おおさか東線の車両も同じウグイス色であるため、方向幕にラインカラーを表示することによりどの路線の列車であるかを判別できるようになっていた。なお写真の201系電車は方向幕がLEDに改造されたため、ラインカラーの表示は終了した。
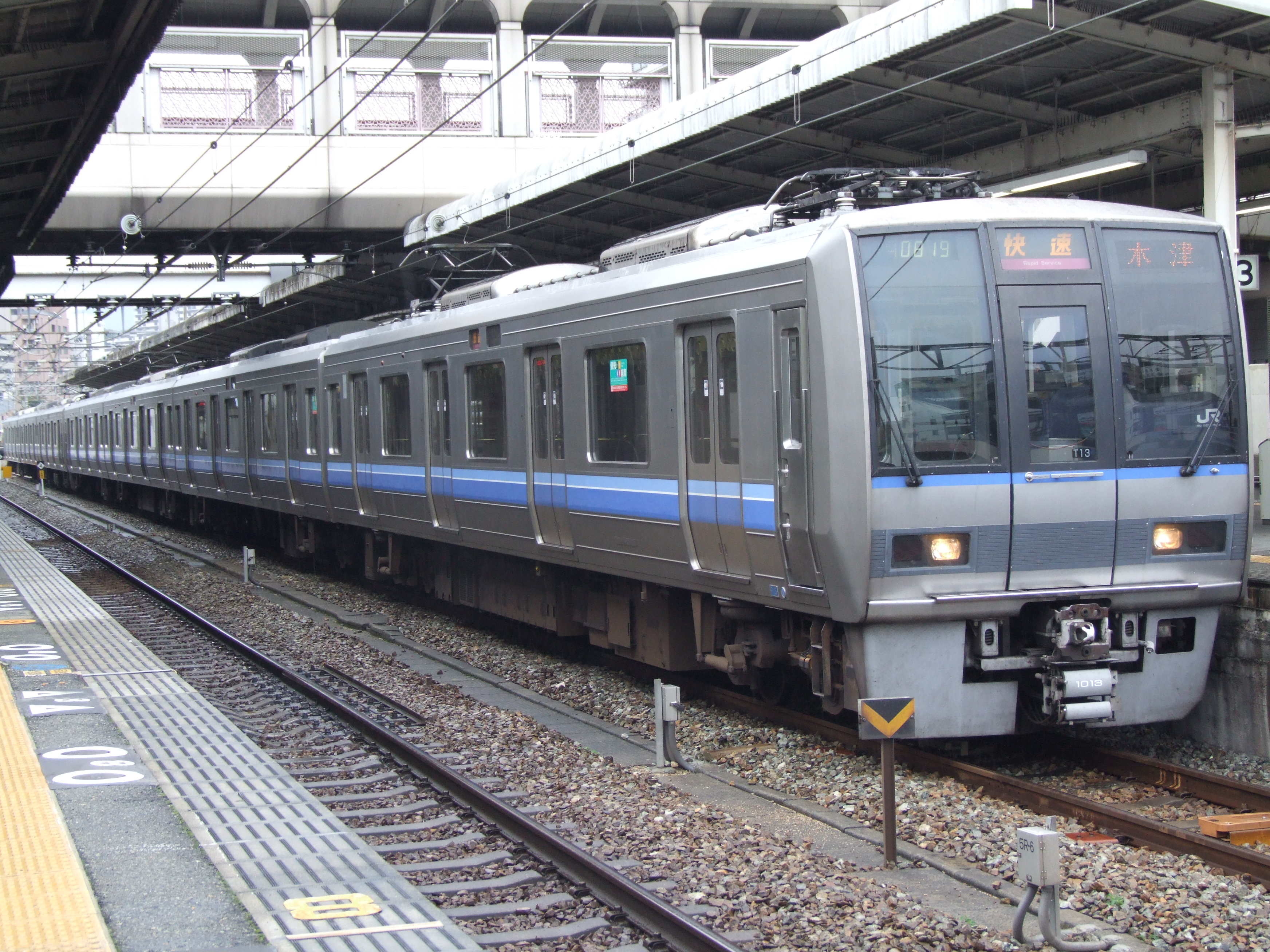
旧塗色時代の207系。JR西日本のコーポレートカラーとJR京都・神戸線系統のラインカラーを表す帯を巻いていた。
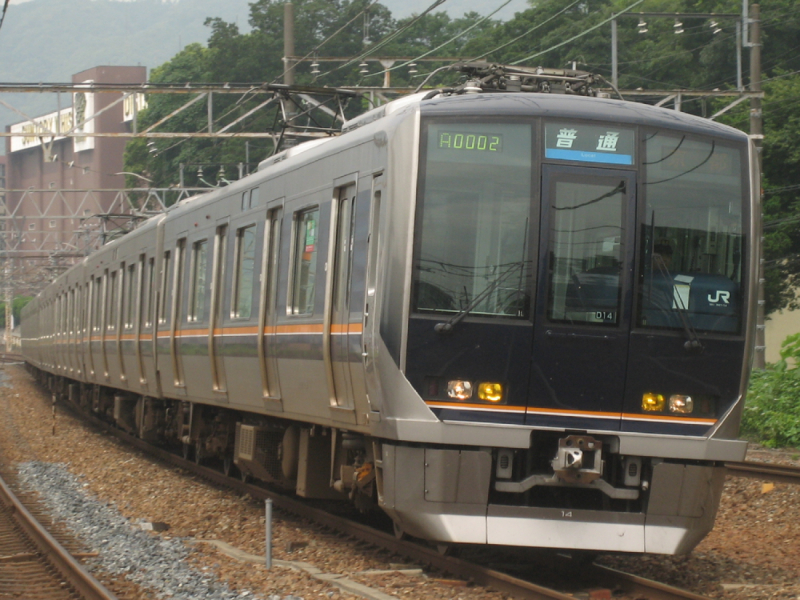
207系の後継車として登場した321系。207系と異なる色の帯が巻かれ、207系や一時期京阪神緩行線に戻った205系0番台もこの帯色が使用された。
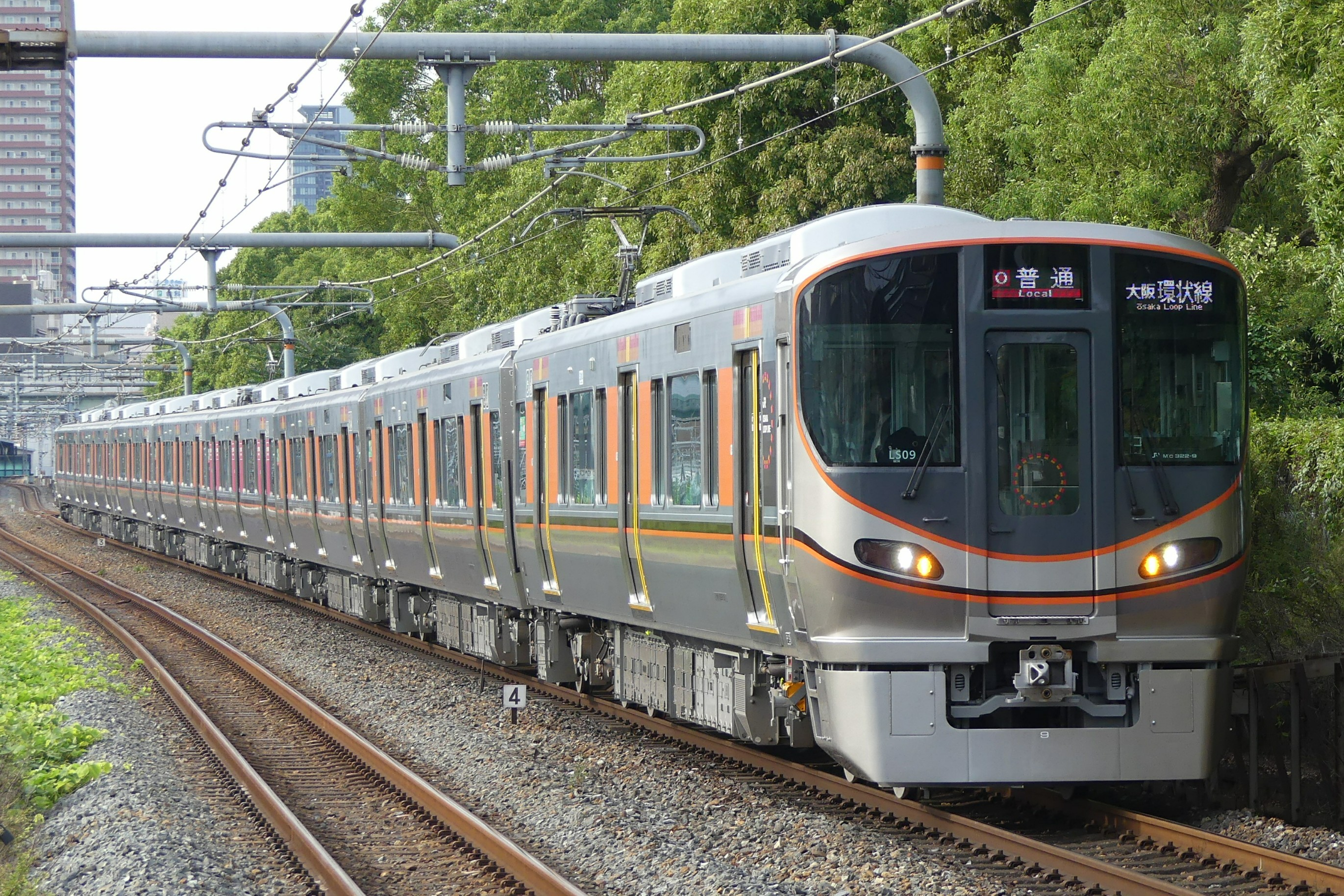
大阪環状線用に製造された323系。JR西日本発足後に新形式として製造された通勤型車両で唯一国鉄時代の車体色を継承している。

#### 地方線区
中国統括本部（岡山・福山エリア、広島・山口エリア、山陰エリア）、福岡支社では、独自のラインカラーが定められている。なお色名は公式なものではないため留意されたい。なお、金沢支社ではラインカラーが採用されていない。

##### 岡山・福山エリアのラインカラー
2016年春より岡山デスティネーションキャンペーンの開催に合わせ、岡山駅または福山駅に乗り入れる8路線には路線記号とともに新カラーが制定された。
なお、この路線記号が制定されなかった路線（姫新線・因美線・芸備線）については、他支社が制定した路線記号（姫新線：近畿統括本部、因美線：山陰エリア、芸備線：広島・山口エリア）の区間に包含されたが、自支社制定の路線記号とは異なり、当初は駅掲示時刻表や車内路線図には原則として反映されていなかった。これらについては2017年以降に新設・更新されたもので順次反映されている。
| 路線                                | 記号 | 色 | 色 | 色     |
| ----------------------------------- | ---- | -- | -- | ------ |
| 山陽本線（上郡以西、三石 - 岡山）   | S    |    |    | 黄緑色 |
| 津山線                              | T    |    |    | 山吹色 |
| 吉備線（桃太郎線）                  | U    |    |    | 桃色   |
| 伯備線（岡山 - 新見）               | V    |    |    | 緑色   |
| 山陽本線（岡山 - 福山）             | W    |    |    | 橙色   |
| 山陽本線（福山 - 糸崎）             | X    |    |    | 空色   |
| 福塩線                              | Z    |    |    | 紫色   |
| 宇野線（宇野みなと線）              | L    |    |    | 水色   |
| 瀬戸大橋線（岡山 - 児島）           | M    |    |    | 青色   |
| 赤穂線（播州赤穂以西、天和 - 岡山） | N    |    |    | 赤色   |

##### 山陰エリアのラインカラー
2016年2月より順次、管轄全路線に路線記号とラインカラーが導入されることとなった。
対象となっている区間には、近畿統括本部管轄の山陰本線城崎温泉～居組、岡山・福山エリアとして扱われる因美線および乗り入れ先の姫新線の津山～東津山～智頭も含まれ、福知山支社管内各駅では近畿エリアのラインカラー同様に、駅掲示時刻表などの案内物でも活用している。また、伯備線についてはカラー、記号共に先述の中国統括本部発足以前の岡山支社と共通化されている。
また、キハ40・47形の方向幕での表示も行われている。
| 路線                              | 記号 | 色 | 色     | 色       |
| --------------------------------- | ---- | -- | ------ | -------- |
| 山陰本線（城崎温泉 - 米子）       | A    |    |        | 黄緑     |
| 因美線                            | B    |    |        | ブラウン |
| 境線                              | C    |    |        | 青       |
| 山陰本線（米子以西、安来 - 益田） | D    |    |        | 橙       |
| 木次線                            | E    |    |        | 山吹色   |
| 三江線                            | F    |    | (廃止) | 水色     |
| 伯備線（新見 - 米子）             | V    |    |        | 緑色     |

##### 広島エリアのラインカラー
2014年度末より、227系の導入に合わせ、広島駅周辺の4路線（山陽本線・呉線・可部線・芸備線）のみ路線記号とともに新カラーが制定された。この時点では広島シティネットワークエリアのみを適用区間としたが、2016年改正で岡山エリアとの間の区間を補完するように、公式サイトの全域路線図における適用区間が延長された。山陽本線・呉線・可部線のカラーは227系の方向幕にも使われている。
また、2016年のダイヤ改正では、後述の山口エリアを含め、駅掲示時刻表上にラインカラーのシンボルが付けられるようになったが、広島シティネットワークエリア外では、当初は路線記号制定有無にかかわらず、路線記号を抜いたカラーのみのシンボルを使用していた（2021年時点ではエリア外の駅でも反映されている）。これに際して、公式サイトに山口エリアを含めた車内路線図が掲載されるようになった。
福塩線については中国統括本部発足以前の岡山支社が制定した路線記号の区間に包含されたが、当初は自支社制定の路線記号とは異なり、案内標・車内路線図には反映されず、路線図での案内色も路線記号導入前のものが混在していた。駅掲示時刻表については海外向け公式サイトでの案内色統一に伴い、2020年ダイヤ改正より路線記号も含めて反映されるようになった。
| 路線                              | 記号 | 色 | 色 | 色               |
| --------------------------------- | ---- | -- | -- | ---------------- |
| 山陽本線（糸崎以西、三原 - 広島） | G    |    |    | 黄緑             |
| 山陽本線（広島 - 岩国）           | R    |    |    | 赤               |
| 呉線                              | Y    |    |    | 濃黄             |
| 可部線                            | B    |    |    | ターコイズブルー |
| 芸備線                            | P    |    |    | 藤               |

##### 山口エリアのラインカラー
岩国駅以西の区間では2019年11月時点も路線記号は制定されておらず、2014年時点で駅の運賃表や車内路線図で使用していたラインカラーを継続使用している。駅名標には岩国駅の山陽本線・岩徳線ホームを除いて反映されていない。また、駅掲示運賃表における山口地区のラインカラーは、広島支社以外では福岡支社管内（博多南駅のみ該当）では使われているが、米子支社管内の駅では2019年10月運賃改定でラインカラー・路線記号が反映されて以降も使われていない。
ここでは便宜上、福岡支社管内の路線のラインカラーも記載する。
| 路線                                  | 色 | 色 | 色           |
| ------------------------------------- | -- | -- | ------------ |
| 山陽本線（岩国以西、南岩国 - 下関）   |    |    | 青           |
| 岩徳線                                |    |    | 緑青         |
| 山口線                                |    |    | オレンジ     |
| 宇部線                                |    |    | 赤紫         |
| 小野田線                              |    |    | ブルーグレー |
| 美祢線                                |    |    | 濃いピンク   |
| 山陰本線（益田以西、戸田小浜 - 下関） |    |    | オリーブ     |
| 博多南線                              |    |    | 紺           |

#### 地方線区における車体色
地方線区ではステンレス車や特急・観光用車両を除き地域ごとに統一した車体色が使用されている。
| 車両   | 地区                                | 車体色 | 車体色            |
| ------ | ----------------------------------- | ------ | ----------------- |
| 電車   | 北陸地区（七尾線除く）              |        | 青                |
| 電車   | 北陸地区（七尾線）                  |        | 赤紫              |
| 電車   | 京都・北近畿地区                    |        | 緑                |
| 電車   | 和歌山地区                          |        | 青緑              |
| 電車   | 中国地区                            |        | 黄                |
| 気動車 | キハ40、47、48形式 キハ120形200番台 |        | 朱（国鉄朱色5号） |

#### 列車種別色
このほか、近畿エリアでは、種別幕の文字の色を以下のようにしている。
| 種別                                                                                 | 種別色 | 種別色 |
| ------------------------------------------------------------------------------------ | ------ | ------ |
| 特急・急行（2012年3月運転終了）                                                      |        | 赤     |
| 新快速・B快速（2018年3月運転終了）                                                   |        | 青     |
| 直通快速（おおさか東線・大和路線）                                                   |        | 青灰   |
| 快速・関空快速・紀州路快速・丹波路快速・みやこ路快速・直通快速（阪和線・関西空港線） |        | 橙     |
| 区間快速・大和路快速                                                                 |        | 緑     |
| 普通・シャトル                                                                       |        | 黒     |

### 四国旅客鉄道（JR四国）
駅番号表示の一環としてラインカラーの使用を開始した。ただし本四備讃線は駅番号設定がなく、案内色のみJR西日本のコーポレートカラーに合わせている。なお徳島線・予土線の各末端部の他線乗り入れ区間は重複して設定されている。

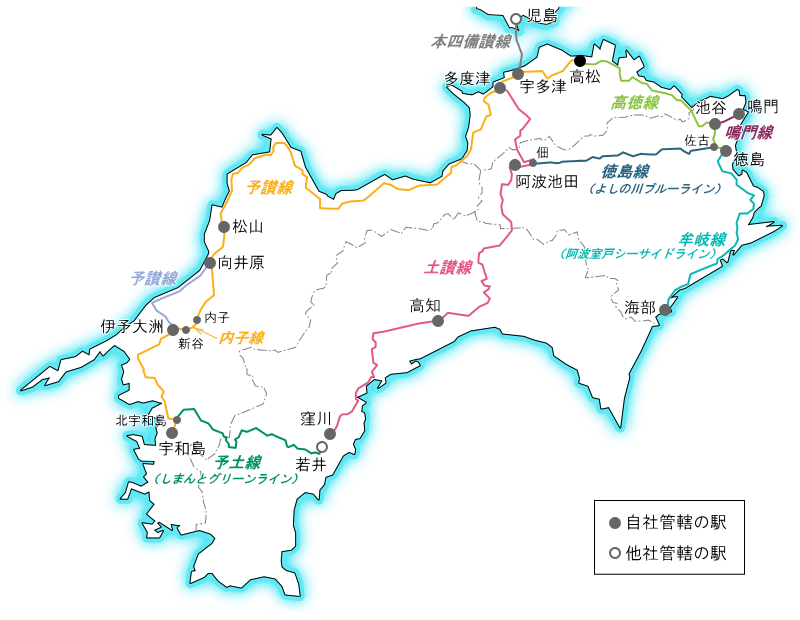
JR四国のラインカラー（本四備讃線除く）

| 路線                                                                | 記号 | 色 | 色       |
| ------------------------------------------------------------------- | ---- | -- | -------- |
| 予讃線（高松 - 松山）                                               | Y    |    | オレンジ |
| 予讃線・内子線 （松山 - 内子 - 伊予大洲 - 宇和島）                  | U    |    | オレンジ |
| 予讃線（向井原 - 伊予長浜 - 伊予大洲）                              | S    |    | グレー   |
| 土讃線（多度津 - 高知）                                             | D    |    | ピンク   |
| 土讃線（高知 - 窪川）                                               | K    |    | ピンク   |
| 高徳線                                                              | T    |    | 黄緑     |
| 徳島線（よしの川ブルーライン） （土讃線 佃 - 阿波池田を含む）       | B    |    | 藍       |
| 予土線（しまんとグリーンライン） （予讃線 北宇和島 - 宇和島を含む） | G    |    | 緑       |
| 鳴門線                                                              | N    |    | 赤紫     |
| 牟岐線（阿波室戸シーサイドライン）                                  | M    |    | 水色     |
| 本四備讃線（瀬戸大橋線）                                            |      |    | 青       |

### 九州旅客鉄道（JR九州）
長らく明確なラインカラーを採用していなかったが、2018年（平成30年）9月に北部九州エリアに路線記号・駅ナンバリングとともに導入されることになった。駅掲示用の運賃表へは2019年10月の運賃改定に合わせてこれらのラインカラーが反映され、付随する形で北部九州圏外の路線もラインカラーで表現された。
| 路線                                          | 記号                                  | 色 |
| --------------------------------------------- | ------------------------------------- | -- |
| 山陽本線（下関 - 門司）                       | JA                                    |    |
| 鹿児島本線                                    | JA（門司港 - 博多） JB（博多 - 荒尾） |    |
| 福北ゆたか線 （筑豊本線 折尾 - 桂川、篠栗線） | JC                                    |    |
| 香椎線                                        | JD                                    |    |
| 若松線（筑豊本線 若松 - 折尾）                | JE                                    |    |
| 日豊本線                                      | JF（小倉 - 行橋）                     |    |
| 原田線（筑豊本線 桂川 - 原田）                | JG                                    |    |
| 長崎本線                                      | JH（鳥栖 - 佐賀）                     |    |
| 日田彦山線                                    | JI（田川後藤寺以北）                  |    |
| 後藤寺線                                      | JJ                                    |    |
| 筑肥線                                        | JK（姪浜 - 唐津 - 西唐津）            |    |
| 唐津線                                        |                                       |    |
| 佐世保線                                      |                                       |    |
| 久大本線                                      |                                       |    |
| 豊肥本線                                      |                                       |    |
| 大村線                                        |                                       |    |
| 三角線                                        |                                       |    |
| 肥薩線                                        |                                       |    |
| 吉都線                                        |                                       |    |
| 日南線                                        |                                       |    |
| 宮崎空港線                                    |                                       |    |
| 指宿枕崎線                                    |                                       |    |
| 日田彦山線BRT                                 |                                       |    |

## 大手私鉄・準大手私鉄

### 東京地下鉄（東京メトロ）
列車種別案内色
カラーは2014年に変更が決定され、微妙に変えられている。
| 路線番号 | 路線     | 記号 | 色 | 色 | 色                 |
| -------- | -------- | ---- | -- | -- | ------------------ |
| 3号線    | 銀座線   | G    |    |    | オレンジ           |
| 4号線    | 丸ノ内線 | M,Mb |    |    | スカーレット       |
| 2号線    | 日比谷線 | H    |    |    | シルバー           |
| 5号線    | 東西線   | T    |    |    | スカイブルー       |
| 9号線    | 千代田線 | C    |    |    | グリーン           |
| 8号線    | 有楽町線 | Y    |    |    | ゴールド           |
| 11号線   | 半蔵門線 | Z    |    |    | パープル           |
| 7号線    | 南北線   | N    |    |    | エメラルドグリーン |
| 13号線   | 副都心線 | F    |    |    | ブラウン           |

列車種別案内色
廃止された「多摩急行」については小田急電鉄の項を参照。
| 種別                        | 色 | 色 |
| --------------------------- | -- | -- |
| 特急ロマンスカー            |    |    |
| 「THライナー」・「S-TRAIN」 |    |    |
| 東葉快速（2014年3月廃止）   |    |    |
| 快速／急行                  |    |    |
| 通勤急行                    |    |    |
| 通勤快速／準急              |    |    |
| 各駅停車                    |    |    |

### 東武鉄道
東武鉄道の場合、路線図と駅の案内表示などでは全く違う色が使用されていることが多かった。
一方、車体の塗装は形式・系列や用途によって区別されており、あくまで「車両のデザインの一部」として存在してきた。
2012年3月17日に駅番号が導入されることになり、これらの駅名標の色分けをベースにして、エリアごとに体系化されたナンバリングとカラーを設定することになった。これが事実上のラインカラー導入となる。
路線案内色
| 路線                                                                          | 記号 | 色 |
| ----------------------------------------------------------------------------- | ---- | -- |
| 東武スカイツリーライン（伊勢崎線 浅草・押上 - 東武動物公園間） 亀戸線・大師線 | TS   |    |
| 伊勢崎線（和戸 - 伊勢崎間）・佐野線・小泉線・桐生線                           | TI   |    |
| 日光線・宇都宮線・鬼怒川線                                                    | TN   |    |
| 野田線（東武アーバンパークライン）                                            | TD   |    |
| 東上本線・越生線                                                              | TJ   |    |

ただし、東武野田線に「東武アーバンパークライン」の愛称を導入した際には、「フューチャーブルー」と「ブライトグリーン」が路線のテーマカラーとして使われており（駅のナンバリングの使用色は従前どおり）、必ずしもラインカラーとして固定化されてはいない。
参考として、以下にホームの駅名標や車両塗色に使用されている色を示す。「車両」とはその塗色が用いられている系列、「線区」とは駅名標にその色が使われている線区を示している。前述したが、表中の路線で使用されている車両の色が駅名標の色と一致しない場合が多いので注意を要する。例えば、野田線の旧駅名標と同じ色の車両は8000系をはじめとして曳舟 - 押上を除く東武のすべての区間で運転されていた。また、亀戸線や大師線、小泉線、宇都宮線、越生線などには優等列車の運転がないため駅名標と同じ色の車両は運転されていない。なお、帯の太さは駅名標を元にしているが、比率は正確ではない。また、車両の帯の太さや配色はこれとは異なる。
| 塗色・配色 | 車両 | 駅名標に使用される線区                                                                                                 |
| ---------- | --- | --- |
|            | 1800系・3000・3050・3070系・5000・5050・5070系・8000・800・850系 （普通鋼製の通勤形電車）                                                                          | 野田線 （2014年3月までに青と黄緑のツートンに変更）                                                                     |
|            | 100系(1990年 - 2012年、2021年 -)・300・350系・6050系・JR189系・JR485系 （日光線系統の優等列車）                                                                    | 伊勢崎線 東武動物公園駅以南・亀戸線・大師線 （2012年3月までにオレンジと青のツートンに変更） 日光線・宇都宮線・鬼怒川線 |
|            | 100系(2012年 - 2022年) （日光線系統の優等列車） | 伊勢崎線 東武動物公園駅以南・亀戸線・大師線（2012年3月以降）                                                           |
|            | 200・250系（伊勢崎線系統の優等列車） 70000・70090系（日比谷線直通の電車。ただし、白線は省略）                                                                      | 伊勢崎線 東武動物公園駅以北・佐野線 ・桐生線・小泉線                                                                   |
|            | 9000・9050系・10000・10030・10080系・20000・20050・20070系・30000系 （ステンレス車体の通勤形電車の帯色・ただし野田線所属車は下記の60000系と同色、20400系は紺と黄） | 東上線・越生線（2009年から青帯）                                                                                       |
|            | 50090系 | 東上線・越生線 |
|            | 10030系・60000系・80000系 （ステンレス・アルミ車体の野田線所属車）                                                                                                 | 東武アーバンパークライン（野田線）（2014年3月以降）                                                                    |

なお、駅の自動改札機などでは本線系統は赤系、東上線系統では青系の色が使用されている。特に東上線ではTJライナー用の50090系に青いラインが用いられ、駅の番線案内、ホームの乗車目標などは青で統一されている。また、2009年からは駅名標に使用される色もマルーンから青へと変更が進んでいる。
また、列車種別の案内色は本線系統と東上線系統では異なっている。
列車種別案内色（本線系統）
|  | 特急「けごん」「きぬ」「スペーシア日光」「スペーシアきぬがわ」                                     |
|  | 特急「日光」「きぬがわ」                                                                           |
|  | 特急「りょうもう」                                                                                 |
|  | 特急「リバティけごん」「リバティりょうもう」「リバティきぬ」「リバティ会津」                       |
|  | 特急「きりふり」「しもつけ」「ゆのさと」（2022年3月に廃止）                                        |
|  | 特急「スカイツリーライナー」（ただし種別幕の色は緑■（500系使用列車）、オレンジ■（100系使用列車）） |
|  | 特急「アーバンパークライナー」1号（ただし種別幕の色は緑■）                                         |
|  | 特急「アーバンパークライナー」2～7号（ただし種別幕の色は緑■）                                      |
|  | THライナー(種別幕は白地に黒+赤文字）                                                               |
|  | SL大樹・DL大樹                                                                                     |
|  | 快速（2017年4月に廃止、種別幕は白地に青文字□、2006年3月までは白地に赤文字□）                       |
|  | 区間快速（2017年4月に廃止、種別幕は青地に白文字■）                                                 |
|  | 快速AIZUマウントエクスプレス                                                                       |
|  | 急行（ただし種別幕の色は赤■）                                                                      |
|  | 区間急行（ただし種別幕の色は赤■）                                                                  |
|  | 準急（2006年3月までは赤■）                                                                         |
|  | 区間準急（ただし種別幕の色は緑■）                                                                  |
|  | 普通（種別幕は白地に黒文字）                                                                       |

列車種別案内色（東上線系統）
|  | TJライナー                             |
|  | 川越特急 / 通勤急行（2016年3月に廃止） |
|  | 快速急行（2013年3月16日改正までは緑）  |
|  | 快速（2023年3月に廃止）                |
|  | 急行                                   |
|  | 準急（2013年3月16日改正までは青）      |
|  | 普通（種別幕は白地に黒文字）           |

### 西武鉄道
路線案内色
| 路線                                             | 記号 | 色 | 備考                                                 |
| ------------------------------------------------ | ---- | -- | ---------------------------------------------------- |
| 池袋線・西武秩父線・豊島線・狭山線・西武有楽町線 | SI   |    | 2013年3月15日改正以前の西武有楽町線は紫■             |
| 新宿線・拝島線（多摩湖線直通含む）               | SS   |    |                                                      |
| 多摩湖線                                         | ST   |    |                                                      |
| 国分寺線（新宿線直通含む）・西武園線             | SK   |    | 2013年3月15日改正以前の西武園線は、新宿線等と同じ青■ |
| 山口線                                           | SY   |    | 新交通システム                                       |
| 多摩川線                                         | SW   |    |                                                      |

列車種別案内色
|  | 特急「ちちぶ」「むさし」「ドーム」「小江戸」                   |
|  | S-TRAIN・拝島ライナー                                          |
|  | 快速急行                                                       |
|  | 急行                                                           |
|  | 通勤急行                                                       |
|  | 快速・拝島快速（現在、拝島快速の設定なし）                     |
|  | 通勤準急                                                       |
|  | 準急                                                           |
|  | 区間準急（現在設定されていないが、方向幕はこの色で表示される） |
|  | 各駅停車                                                       |
|  | 東京メトロ有楽町線直通                                         |
|  | 東京メトロ副都心線直通                                         |

### 京王電鉄
路線案内色
| 路線                                                   | 記号 | 色 | 色                             |
| ------------------------------------------------------ | ---- | -- | ------------------------------ |
| 京王線・京王新線・相模原線・競馬場線・動物園線・高尾線 | KO   |    | 京王レッド（チェリーレッド）   |
| 井の頭線                                               | IN   |    | 京王ブルー（インディゴブルー） |

列車種別案内色
|  | 京王ライナー・Mt.TAKAO    |
|  | 特急                      |
|  | 準特急（2022年3月に廃止） |
|  | 急行                      |
|  | 区間急行                  |
|  | 快速                      |
|  | 各駅停車                  |

京王電鉄では1990年の京王相模原線全通を機に、前年に導入されたCIにちなんでCI戦略「リフレッシング京王」を展開した。その際にコーポレートカラーとして、京王レッド（チェリーレッド）・京王ブルー（インディゴブルー）の2色が制定された。1990年代には「駅別ゾーンカラー」が導入され、全路線を地域ごとに7色のゾーンカラーで区分けして、一時期は駅名標などで案内に使用されていたが廃止された。
ゾーンカラー（廃止）
|  | 京王線 京王線新宿 - 明大前 ・ 京王新線・新線新宿 - 笹塚 ・ 井の頭線 渋谷 - 明大前 |
|  | 京王線 下高井戸 - 調布                                                            |
|  | 京王線 西調布 - 中河原 ・ 競馬場線 府中競馬正門前                                 |
|  | 京王線 聖蹟桜ヶ丘 - 京王八王子 ・ 動物園線 多摩動物公園                           |
|  | 相模原線 京王多摩川 - 橋本                                                        |
|  | 高尾線 京王片倉 - 高尾山口                                                        |
|  | 井の頭線 永福町 - 吉祥寺                                                          |

ゾーンカラーはその後廃止され、コーポレートカラーに統一された。駅名標ではゾーンカラーの帯から、コーポレートカラーであるチェリーレッドとインディゴブルー2色の帯へ変更されている。
京王線系統の車両は、2010系までは緑一色、初代5000系・6000系・7000系まではアイボリーに臙脂の帯（ただし5000系と6000系・7000系では太さが違う）、8000系からはコーポレートカラーの帯が引かれており、6000系・7000系も後にコーポレートカラーの帯に変更されている。また、後に登場する9000系や2代目5000系もコーポレートカラーの帯が引かれている。
井の頭線の車両では、7つの色（レインボーカラー）を各編成に割り当てている。これらについては3000系・2代目1000系を参照されたい。

### 小田急電鉄・小田急箱根
路線案内色
| 鉄道会社   | 路線                           | 記号 | 色 |
| ---------- | ------------------------------ | ---- | -- |
| 小田急電鉄 | 小田原線                       | OH   |    |
| 小田急電鉄 | 多摩線                         | OT   |    |
| 小田急電鉄 | 江ノ島線                       | OE   |    |
| 小田急箱根 | 鉄道線（箱根登山電車）         | OH   |    |
| 小田急箱根 | 鋼索線（箱根登山ケーブルカー） | OH   |    |
| 小田急箱根 | 箱根ロープウェイ               | OH   |    |
| 小田急箱根 | 箱根海賊船                     | OH   |    |

列車種別案内色
|  | 特急                                 |
|  | 快速急行（2004年12月までは湘南急行） |
|  | 急行・通勤急行                       |
|  | 多摩急行（2018年3月に廃止）          |
|  | 準急・通勤準急                       |
|  | 区間準急（2016年3月に廃止）          |
|  | 各駅停車                             |

### 東急電鉄・横浜高速鉄道
路線案内色
| 鉄道会社     | 路線           | 記号 | 色 | 色     |
| ------------ | -------------- | ---- | -- | ------ |
| 東急電鉄     | 東横線         | TY   |    | 赤色   |
| 東急電鉄     | 目黒線         | MG   |    | 水色   |
| 東急電鉄     | 東急新横浜線   | SH   |    | 紫色   |
| 東急電鉄     | 田園都市線     | DT   |    | 緑色   |
| 東急電鉄     | 大井町線       | OM   |    | 橙色   |
| 東急電鉄     | 池上線         | IK   |    | 桃色   |
| 東急電鉄     | 東急多摩川線   | TM   |    | 臙脂色 |
| 東急電鉄     | こどもの国線   | KD   |    | 青色   |
| 東急電鉄     | 世田谷線       | SG   |    | 黄色   |
| 横浜高速鉄道 | みなとみらい線 | MM   |    | 紺色   |

列車種別案内色
2社で共通の種別案内色が使用されている。
|  | 特急・通勤特急                                                             |
|  | 急行                                                                       |
|  | 準急・各駅停車（大井町線の二子新地及び高津通過列車および二子玉川発着列車） |
|  | 各駅停車（大井町線は二子新地及び高津停車列車のみ）                         |

また、田園都市線のうち旧新玉川線内（池尻大橋 - 用賀）および目黒線では各駅ごとにステーションカラーが設定されており、目黒線ではホームドアにその色の帯が巻かれている。

### 京浜急行電鉄・都営地下鉄浅草線・京成電鉄・北総鉄道・芝山鉄道
路線案内色
| 鉄道会社     | 路線                                      | 記号 | 色 | 色               | 備考                                                                                                   |
| ------------ | ----------------------------------------- | ---- | -- | ---------------- | --- |
| 京浜急行電鉄 | 京急本線・空港線・大師線 逗子線・久里浜線 | KK   |    |                  | |
| 東京都交通局 | 浅草線                                    | A    |    | ローズ           | |
| 京成電鉄     | 京成本線・東成田線                        | KS   |    | 青               | |
| 京成電鉄     | 押上線                                    | KS   |    |                  | |
| 京成電鉄     | 金町線                                    | KS   |    |                  | |
| 京成電鉄     | 千葉線・千原線                            | KS   |    |                  | |
| 京成電鉄     | 松戸線                                    | KS   |    | 旧新京成マルーン | 新京成電鉄時代のラインカラーはジェントルピンク（■）。サブカラーとしてニューマルーン（■）となっていた。 |
| 京成電鉄     | 成田空港線（成田スカイアクセス）          | KS   |    | オレンジ         | |
| 北総鉄道     | 北総線                                    | HS   |    |                  | |
| 芝山鉄道     | 芝山鉄道線                                | SR   |    |                  | |

列車種別案内色
5者で共通の種別案内色が使用されている。
|  | スカイライナー                                                                   |
|  | モーニングライナー・イブニングライナー（2010年7月までは■）                       |
|  | シティライナー（2015年12月以降は臨時列車のみ）                                   |
|  | 快特（快速特急）・ウィング号（2012年10月20日まではエアポート快特もこの色を使用） |
|  | エアポート快特・アクセス特急                                                     |
|  | 特急                                                                             |
|  | 通勤特急（2010年7月までは■）                                                     |
|  | 快速                                                                             |
|  | 急行（2023年11月まではエアポート急行もこの色を使用）                             |
|  | 普通                                                                             |

### 相模鉄道
路線案内色
| 路線                               | 記号 | 色 | 色                |
| ---------------------------------- | ---- | -- | ----------------- |
| 相鉄本線・いずみ野線・相鉄新横浜線 | SO   |    | YOKOHAMA NAVYBLUE |

列車種別案内色
|  | 東急東横線直通の特急・通勤特急・各停（上り新横浜方面のみ） |
|  | 東急目黒線直通の特急・通勤特急・各停（上り新横浜方面のみ） |
|  | JR線直通の特急・各停（上り新宿方面のみ）                   |
|  | 特急・通勤特急                                             |
|  | 急行（2023年3月まで）・通勤急行                            |
|  | 快速（2007年11月3日までは、■）                             |
|  | 各停（いずみ野線直通列車に限り、2007年11月3日までは、■）   |

### 名古屋鉄道
路線案内色
名古屋鉄道（名鉄）では、従来より名鉄名古屋駅を中心とした展開方面毎の案内を行っており、方面毎のカラーが設定されてきた。
現行の路線カラーは2011年3月ダイヤ改正前後に一新された路線案内図のものが主流だが、2016年3月中旬より順次導入された駅ナンバリング（これにより駅名標にも路線カラーが反映される）のカラーは一部の路線が従来のものとは異なっており、現状では2種の色分けが併存している。
- 色1 … 空港線開業以前[47]
- 色2 … 空港線開業後[48]
- 色3 … 2011年ダイヤ改正前後の路線案内図一新後[49]
- 色4 … 2016年3月中旬、駅ナンバリング導入のニュースリリース[50]
- 色5 … 2016年、駅ナンバリング導入後（現行）[51][52]

| 路線                                                   | 記号       | 色１ | 色２     | 色３     | 色４     | 色５     |
| ------------------------------------------------------ | ---------- | ---- | -------- | -------- | -------- | -------- |
| 名古屋本線                                             | NH         |      |          |          |          |          |
| 名古屋本線                                             | NH         | -    |          |          |          |          |
| 豊川線                                                 | TK         |      |          |          |          |          |
| 豊川線                                                 | TK         | -    |          |          |          |          |
| 西尾線・蒲郡線                                         | GN         |      |          |          |          |          |
| 西尾線・蒲郡線                                         | GN         | -    |          |          |          |          |
| 三河線（海線：知立駅 - 碧南駅 - 吉良吉田駅間）         | MU         |      |          |          |          |          |
| 三河線（海線：知立駅 - 碧南駅 - 吉良吉田駅間）         | MU         | -    |          |          |          |          |
| 豊田線・三河線（山線：知立駅 - 猿投駅 - 西中金駅間）   | TT・MY     |      |          |          |          |          |
| 豊田線・三河線（山線：知立駅 - 猿投駅 - 西中金駅間）   | TT・MY     | -    |          |          |          |          |
| 常滑線                                                 | TA         |      |          |          |          |          |
| 常滑線                                                 | TA         | -    |          |          |          |          |
| 空港線                                                 | TA         | -    |          |          |          |          |
| 空港線                                                 | TA         | -    |          |          |          |          |
| 築港線                                                 | CH         |      |          |          |          |          |
| 築港線                                                 | CH         | -    |          |          |          |          |
| 河和線・知多新線                                       | KC         |      |          |          |          |          |
| 河和線・知多新線                                       | KC         | -    |          |          |          |          |
| 津島線・尾西線                                         | TB・BS     |      |          |          |          |          |
| 津島線・尾西線                                         | TB・BS     | -    |          |          |          |          |
| 竹鼻線・羽島線                                         | TH         |      |          |          |          |          |
| 竹鼻線・羽島線                                         | TH         | -    |          |          |          |          |
| 犬山線・広見線・八百津線・各務原線・モノレール線       | IY・HM・KG |      |          |          |          |          |
| 犬山線・広見線・八百津線・各務原線・モノレール線       | IY・HM・KG | -    |          |          |          |          |
| 小牧線                                                 | KM         |      |          |          |          |          |
| 小牧線                                                 | KM         | -    |          |          |          |          |
| 瀬戸線                                                 | ST         |      |          |          |          |          |
| 瀬戸線                                                 | ST         | -    |          |          |          |          |
| 岐阜線（岐阜市内線・揖斐線・谷汲線・美濃町線・田神線） | -          |      | （廃止） | （廃止） | （廃止） | （廃止） |

列車種別案内色
|  | ミュースカイ |
|  | 快速特急     |
|  | 特急         |
|  | 快速急行     |
|  | 急行         |
|  | 準急         |
|  | 普通         |

### 近畿日本鉄道
路線案内色
| 路線                   | 記号 | 色 |
| ---------------------- | ---- | -- |
| 難波線・奈良線         | A    |    |
| 生駒線                 | G    |    |
| 京都線・橿原線         | B    |    |
| 天理線                 | H    |    |
| 田原本線               | I    |    |
| けいはんな線           | C    |    |
| 大阪線                 | D    |    |
| 信貴線                 | J    |    |
| 名古屋線               | E    |    |
| 湯の山線               | K    |    |
| 鈴鹿線                 | L    |    |
| 山田線・鳥羽線・志摩線 | M    |    |
| 南大阪線・吉野線       | F    |    |
| 道明寺線               | N    |    |
| 長野線                 | O    |    |
| 御所線                 | P    |    |
| 生駒鋼索線             | Y    |    |
| 西信貴鋼索線           | Z    |    |

かつて、けいはんな線以外の路線は明白なラインカラーは設定されなかったが、既に導入されていたけいはんな線以外の路線で2015年8月20日に駅ナンバリングが導入されたのに伴い、路線の系統ごとにラインカラーが設定された。
列車種別案内色
|  | 特急・快速急行・区間快速急行（2012年に廃止） |
|  | 急行・区間急行                               |
|  | 準急・区間準急                               |
|  | 普通（各駅停車）                             |

### 南海電気鉄道
路線案内色
これに加えて、シンボルマークも設定されている。
|  | 南海本線・高師浜線・多奈川線・加太線・和歌山港線 | 和歌山電鐵に経営移管された貴志川線も南海時代はこのラインカラーであった。 |
|  | 空港線                                           |                                                                          |
|  | 高野線・汐見橋線・鋼索線                         |                                                                          |
|  | 泉北線                                           | 泉北高速鉄道時代の路線ロゴ・ラインカラーは■                              |

列車種別案内色
|  | 特急「ラピート」「サザン」「こうや」「りんかん」・特急（自由席特急（臨時及び代走のみ））（ただし種別幕の色はラピートが青■、サザンのうち10000系の4次車およびこうや・りんかんが黒■） |
|  | 特急「泉北ライナー」（ただし種別幕の色は赤（LED車）■または青（幕車）■、泉北線泉ヶ丘駅および栂・美木多駅の発車標は赤■）                                                             |
|  | 観光列車「天空」 |
|  | 快速急行・急行・空港急行（ただし種別幕の色は快速急行・急行が赤■、空港急行が黒■）                                                                                                   |
|  | 区間急行 |
|  | 準急行 |
|  | 普通（本線系統）・各駅停車（高野線）（ただし種別幕の色は黒■） |

### 阪急電鉄
路線案内色
|  | 神戸本線・神戸高速線・今津線・伊丹線・甲陽線 |
|  | 宝塚本線・箕面線                             |
|  | 京都本線・千里線・嵐山線                     |

列車種別案内色
|  | 快速特急A・快速特急                                    |
|  | 特急・通勤特急・特急日生エクスプレス・直通特急・準特急 |
|  | 快速急行・急行・通勤急行                               |
|  | 快速（2013年12月までは緑■）                            |
|  | 準急・通勤準急（通勤準急は2015年3月廃止）              |
|  | 普通                                                   |

### 阪神電気鉄道・山陽電気鉄道
列車種別案内色
|  | 直通特急 |
|  | 特急     |
|  | 区間特急 |
|  | S特急    |
|  | 快速急行 |
|  | 急行     |
|  | 区間急行 |
|  | 準急     |
|  | 区間準急 |
|  | 普通     |

### 京阪電気鉄道
路線案内色
かつては大まかなラインカラーとして、以下のような京阪線系統と大津線系統の識別用カラーが設定されていた。しかし、1997年の京都市営地下鉄東西線開業に伴う京津線部分廃止以降は、京阪線系統と大津線系統が相互に独立性を強め次第に形骸化。2008年の中之島線開業前後には、京阪線管内ではほぼ見られなくなった。ただ、大津線管内では案内サインの地色に水色が使われることが多い点や、東西線内では京津線のラインカラーとして水色が使われている点に、その名残が残っている。車体塗装は京阪電気鉄道#車両カラーまたは京阪グリーンを参照。
|  | 京阪線（京阪本線・鴨東線・交野線・宇治線） |
|  | 大津線（京津線・石山坂本線）               |

なお、大津線管内では、管内路線個別のラインカラーが設けられている。これは1997年10月の京都市営地下鉄東西線への乗り入れ開始に合わせ、両路線の車両色に合わせて設定されたもので、駅名標の帯にも表記されていた。しかし、2017年に車両カラーを京阪線と共通仕様とし、駅構内のサインシステムも京阪線と再統一することに伴い、同年6月より路線マークが設けられ、車両に表示されることになった。このマークのカラーは旧来のラインカラーを引き継いでおらず、駅名標や路線図も2018年3月の大津市内の一部駅の名称変更に合わせて京阪線と同じ仕様となり旧来のカラーは淘汰されている。
- 色1 … 1997年10月の東西線直通開始から使用されていたラインカラー
- 色2 … 2017年6月の路線マーク導入によるラインカラー（現行）

| 路線       | 色1 | 色1  | 色2 | 色2  |
| ---------- | --- | ---- | --- | ---- |
| 京津線     |     | 黄色 |     | 黄緑 |
| 石山坂本線 |     | 緑   |     | 水色 |

列車種別案内色
|  | 快速特急                            |
|  | K特急（2008年10月運転終了）         |
|  | ライナー                            |
|  | 特急                                |
|  | 快速急行・通勤快急                  |
|  | 急行・深夜急行（2021年9月運転終了） |
|  | 準急・通勤準急                      |
|  | 区間急行                            |
|  | 普通                                |

### 西日本鉄道
列車種別案内色
| 路線         | 種別             | 色 |
| ------------ | ---------------- | -- |
| 天神大牟田線 | 特急             |    |
| 天神大牟田線 | 急行             |    |
| 天神大牟田線 | 普通（各駅停車） |    |

## 地方私鉄・第三セクター鉄道

### 青い森鉄道
| 路線         | 色 | 色           |
| ------------ | -- | ------------ |
| 青い森鉄道線 |    | スカイブルー |

なお、JR東日本の駅掲示用の運賃表では、八戸以北移管前のコーポレートカラーであるブルー（■）で表現されている。

### IGRいわて銀河鉄道
| 路線             | 色 | 色     |
| ---------------- | -- | ------ |
| いわて銀河鉄道線 |    | ブルー |

### 仙台空港鉄道
| 路線       | 色 | 色     |
| ---------- | -- | ------ |
| 仙台空港線 |    | ブルー |

### 上信電鉄
|  | 上信線 |

### 上毛電気鉄道
| 路線   | 色 | 色 |
| ------ | -- | -- |
| 上毛線 |    |    |

### 関東鉄道
路線案内色
| 路線   | 路線     | 色 |
| ------ | -------- | -- |
| 常総線 | 竜ヶ崎線 |    |

列車種別案内色
|  | 快速 |
|  | 普通 |

### 首都圏新都市鉄道
路線案内色
| 路線                 | 色 |
| -------------------- | -- |
| つくばエクスプレス線 |    |

種別案内色
|  |  | 快速     |
|  |  | 通勤快速 |
|  |  | 区間快速 |
|  |  | 普通     |

### 東葉高速鉄道
| 路線       | 色 | 色       |
| ---------- | -- | -------- |
| 東葉高速線 |    | グリーン |

### 流鉄
|  | 流山線 |

### 北越急行
| 路線       | 色 | 色       |
| ---------- | -- | -------- |
| ほくほく線 |    | パープル |

### えちごトキめき鉄道
| 路線               | 色 | 色       |
| ------------------ | -- | -------- |
| 日本海ひすいライン |    | ブルー   |
| 妙高はねうまライン |    | グリーン |

なお、JR西日本・IRいしかわ鉄道・あいの風とやま鉄道の3社の車内路線図ならびに駅掲示運賃表では両線ともに朱鷺色（■）で表現される。一方、JR東日本においては両線ともに、長野支社の車内路線図ではダークライトブルー（■）で表現されるが、駅掲示用の運賃表では色未指定扱い（黒色）となっている。

### あいの風とやま鉄道
| 路線                 | 色 | 色       |
| -------------------- | -- | -------- |
| あいの風とやま鉄道線 |    | グリーン |

### 富山地方鉄道（鉄道線）
かつて路線案内色は完全に統一はなされていなかったが、2019年の駅ナンバリング導入に伴って路線別の色分けが改めて制定された。
路線案内色
| 路線             | 記号 | 色 | 色         |
| ---------------- | ---- | -- | ---------- |
| 本線             | T    |    | 青色       |
| 立山線           | T    |    | 緑色       |
| 不二越線・上滝線 | T    |    | オレンジ色 |

列車種別案内色
| 種別           | 色 |
| -------------- | -- |
| アルペン特急   |    |
| 特急うなづき号 |    |
| 急行・快速急行 |    |
| 普通           |    |
| 臨時           |    |

### 北陸鉄道
路線案内色
| 路線     | 記号 | 色 |
| -------- | ---- | -- |
| 浅野川線 | A    |    |
| 石川線   | I    |    |

### IRいしかわ鉄道
| 路線             | 色 | 色         |
| ---------------- | -- | ---------- |
| IRいしかわ鉄道線 |    | 明るい青色 |

なお、JR西日本とあいの風とやま鉄道の車内路線図ならびに駅掲示運賃表では、JR線との区別のために薄い青色（■）を使うことがある。

### 福井鉄道
路線案内色
| 路線   | 色 |
| ------ | -- |
| 福武線 |    |

### ハピラインふくい
| 路線               | 色 | 色       |
| ------------------ | -- | -------- |
| ハピラインふくい線 |    | ピンク色 |

### えちぜん鉄道
路線案内色
| 路線         | 色 |
| ------------ | -- |
| 三国芦原線   |    |
| 勝山永平寺線 |    |

### しなの鉄道
北しなの線の開業以降、駅名標に入るラインでしなの鉄道線と北しなの線の区別を行っている。
| 路線         | 色 | 色                         |
| ------------ | -- | -------------------------- |
| しなの鉄道線 |    | オレンジ（しなのオレンジ） |
| 北しなの線   |    | 黄土色                     |

なお、JR東日本においては両線とも、長野支社の車内路線図では薄桃（■）で表現されるほか、駅掲示用の運賃表ではカナリアイエロー（■）の表現も見られる。また、長野駅の発車標ではブルー（■）が、北長野駅と黒姫駅の案内サインにはワインレッド（■）が用いられている。

### 上田電鉄
| 路線   | 色 |
| ------ | -- |
| 別所線 |    |

### 長野電鉄
|  | 長野電鉄線ラインカラー |
|  | 駅番号                 |

### 伊豆急行
|  | 伊豆急行線 |

### 伊豆箱根鉄道
|  | 駿豆線   |
|  | 大雄山線 |

### 岳南電車
| 路線   | 記号 | 色 | 色 |
| ------ | ---- | -- | -- |
| 岳南線 | GD   |    |    |

### 静岡鉄道
路線案内色
| 路線       | 記号 | 色 |
| ---------- | ---- | -- |
| 静岡清水線 | S    |    |

列車種別案内色
| 種別     | 色 |
| -------- | -- |
| 急行     |    |
| 通勤急行 |    |
| 普通     |    |

### 遠州鉄道
|  | 遠鉄電車 |

### 豊橋鉄道
路線案内色
|  | 渥美線 |
|  | 市内線 |

### 愛知環状鉄道
|  | 愛知環状鉄道線 |

### 名古屋ガイドウェイバス
|  | ゆとりーとライン |

### 名古屋臨海高速鉄道
|  | あおなみ線 |

### 明知鉄道
|  | 明知線 |

### 長良川鉄道
|  | 越美南線（車体色は■） |

### 樽見鉄道
|  | 樽見線             |
|  | コーポレートカラー |

### 養老鉄道
|  | 養老線 |

### 三岐鉄道
路線案内色
| 路線   | 記号 | 色 |
| ------ | ---- | -- |
| 三岐線 | S    |    |
| 北勢線 | H    |    |

かつては明白なラインカラーは設定されず、専らコーポレートカラーの黄色及び橙色で旅客案内が行われていたが、2024年6月頃の駅ナンバリングの導入に伴い、路線毎にラインカラーが設定された。

### 四日市あすなろう鉄道
| 路線     | 色 |
| -------- | -- |
| 内部線   |    |
| 八王子線 |    |

### 伊勢鉄道
|  | 伊勢鉄道線 |

### 伊賀鉄道
|  | 伊賀線 |

### 近江鉄道
2013年3月16日から使用開始
| 路線 | 色                                          |
| ---- | ------------------------------------------- |
|      | 彦根・多賀大社線（本線米原 - 高宮、多賀線） |
|      | 湖東近江路線（本線高宮 - 八日市）           |
|      | 万葉あかね線（八日市線八日市 - 近江八幡）   |
|      | 水口・蒲生野線（本線八日市 - 貴生川）       |

### 信楽高原鐵道
| 路線   | 色 | 色 |
| ------ | -- | -- |
| 信楽線 |    |    |

### 叡山電鉄
これに加えて、シンボルマークも設定されている。
| 路線     | 色 |
| -------- | -- |
| 叡山本線 |    |
| 鞍馬線   |    |

### 京都丹後鉄道
路線案内色
| 路線   | 記号 | 色1 | 色2 |
| ------ | ---- | --- | --- |
| 宮福線 | F    |     |     |
| 宮舞線 | M    |     |     |
| 宮豊線 | T    |     |     |

### 北大阪急行
|  | 南北線             |
|  | コーポレートカラー |

### 大阪市高速電気軌道（Osaka Metro・ニュートラム）
| 路線番号 | 路線               | 記号 | 色 | 色 | 色                                   |
| -------- | ------------------ | ---- | -- | -- | ------------------------------------ |
| 1号線    | 御堂筋線           | M    |    |    | クリムゾンレッド（臙脂色・赤色）     |
| 2号線    | 谷町線             | T    |    |    | ロイヤルパープル（京紫）             |
| 3号線    | 四つ橋線           | Y    |    |    | ビクトリアブルー（縹色・青色）       |
| 4号線    | 中央線             | C    |    |    | スペクトリウムグリーン（緑色）       |
| 5号線    | 千日前線           | S    |    |    | チェリーローズ（紅梅色・ピンク色）   |
| 6号線    | 堺筋線             | K    |    |    | ビビッドブラウン（茶色）             |
| 7号線    | 長堀鶴見緑地線     | N    |    |    | スプリンググリーン（萌黄色・黄緑色） |
| 8号線    | 今里筋線           | I    |    |    | ゴールデンオレンジ（柑子色）         |
|          | 南港ポートタウン線 | P    |    |    | セルリアンブルー（水色）             |

### 水間鉄道
| 路線   | 色 | 色           |
| ------ | -- | ------------ |
| 水間線 |    | スカイブルー |

### 神戸電鉄
| 路線                               | 色 | 色     |
| ---------------------------------- | -- | ------ |
| 有馬線・三田線・公園都市線・粟生線 |    | レッド |

### 和歌山電鐵
| 路線     | 色 | 色     |
| -------- | -- | ------ |
| 貴志川線 |    | レッド |

### 紀州鉄道
| 路線       | 色 | 色 |
| ---------- | -- | -- |
| 紀州鉄道線 |    | 緑 |

### 水島臨海鉄道
|  | 水島臨海鉄道線 |

### 高松琴平電気鉄道
| 路線   | 色 |
| ------ | -- |
| 琴平線 |    |
| 長尾線 |    |
| 志度線 |    |

### 伊予鉄道（郊外電車）
| 路線     | 色 |
| -------- | -- |
| 高浜線   |    |
| 横河原線 |    |
| 郡中線   |    |

### 熊本電気鉄道
| 路線                             | 色 |
| -------------------------------- | -- |
| 菊池線 (上熊本 - 北熊本)         |    |
| 藤崎線・菊池線 (北熊本 - 御代志) |    |

### 肥薩おれんじ鉄道
| 路線               | 記号 | 色 | 色       |
| ------------------ | ---- | -- | -------- |
| 肥薩おれんじ鉄道線 | OR   |    | オレンジ |

## 地下鉄・路面電車・新交通システム等

### 公営地下鉄
各社局とも、駅構内の案内サインや駅名標・車体色に用いられるが、他社線、駅構外においてもこれらのラインカラーを用いた案内がされることもある。
東京の地下鉄ではラインカラーの円形の記号（ など）で路線を示し、駅ナンバリング実施後は円の中に黒文字で路線の英字記号を表示するようになった。

#### 札幌市営地下鉄
| 路線   | 記号 | 色 | 色           |
| ------ | ---- | -- | ------------ |
| 南北線 | N    |    | 緑           |
| 東西線 | T    |    | オレンジ     |
| 東豊線 | H    |    | スカイブルー |

#### 仙台市地下鉄
| 路線   | 記号 | 色 | 色 |
| ------ | ---- | -- | -- |
| 南北線 | N    |    | 緑 |
| 東西線 | T    |    | 青 |

#### 都営地下鉄
| 路線番号 | 路線     | 記号 | 色 | 色 | 色                             |
| -------- | -------- | ---- | -- | -- | ------------------------------ |
| 1号線    | 浅草線   | A    |    |    | ローズレッド                   |
| 6号線    | 三田線   | I    |    |    | ブルー（青）                   |
| 10号線   | 新宿線   | S    |    |    | リーフグリーン（黄緑・若草色） |
| 12号線   | 大江戸線 | E    |    |    | マゼンタ                       |

列車種別案内色
都営地下鉄新宿線
都営地下鉄新宿線の列車種別案内色
| 種別     | 色 |
| -------- | -- |
| 急行     |    |
| 各駅停車 |    |

#### 横浜市営地下鉄
| 路線番号     | 路線           | 記号 | 色 | 色               |
| ------------ | -------------- | ---- | -- | ---------------- |
| 1号線・3号線 | ブルーライン   | B    |    | ビビッドブルー   |
| 4号線        | グリーンライン | G    |    | ビビッドグリーン |

#### 名古屋市営地下鉄
- 色1：1988年度制定[100]
- 色2：2002年度改訂
- 色3：2016年度改訂

| 路線番号     | 路線     | 記号 | 色1 | 色2 | 色3 | 色名                 |
| ------------ | -------- | ---- | --- | --- | --- | -------------------- |
| 1号線        | 東山線   | H    |     |     |     | 黄（菜種色）         |
| 2号線・4号線 | 名城線   | M    |     |     |     | 紫（藤色）           |
| 2号線        | 名港線   | E    | -   |     |     | 紫（藤色）に白線     |
| 3号線        | 鶴舞線   | T    |     |     |     | 水色（ライトブルー） |
| 6号線        | 桜通線   | S    |     |     |     | 赤                   |
| 上飯田線     | 上飯田線 | K    | -   |     |     | 桃色                 |

#### 京都市営地下鉄
| 路線   | 記号 | 色 | 色 |
| ------ | ---- | -- | -- |
| 烏丸線 | K    |    | 緑 |
| 東西線 | T    |    | 朱 |

#### 神戸市営地下鉄
| 路線         | 記号 | 色 | 色       |
| ------------ | ---- | -- | -------- |
| 西神・山手線 | S    |    | グリーン |
| 北神線       | S    |    | ブラウン |
| 海岸線       | K    |    | ブルー   |

#### 福岡市地下鉄
| 路線番号 | 路線   | 記号 | 色 | 色       |
| -------- | ------ | ---- | -- | -------- |
| 1号線    | 空港線 | K    |    | オレンジ |
| 2号線    | 箱崎線 | H    |    | 青       |
| 3号線    | 七隈線 | N    |    | 緑       |

### 宇都宮ライトレール
路線・列車種別にカラーが定められている。
| 路線                     | 色 | 色       |
| ------------------------ | -- | -------- |
| 宇都宮芳賀ライトレール線 |    | イエロー |

| 種別 | 色 |
| ---- | -- |
| 快速 |    |
| 各停 |    |

### 富山地方鉄道（市内電車）
富山軌道線と富山港線には運転系統ごとにラインカラーが定められている。
| 番号  | 系統                          | 色 |
| ----- | ----------------------------- | -- |
| 1系統 | 南富山駅前 - 富山駅           |    |
| 2系統 | 南富山駅前 - 富山大学前       |    |
| 3系統 | 環状線（富山都心線）          |    |
| 4系統 | 南富山駅前 - 岩瀬浜           |    |
| 5系統 | 富山大学前 - 岩瀬浜           |    |
| 6系統 | 環状線（富山都心線） - 岩瀬浜 |    |

### 京福電気鉄道（嵐電）
路線ごとにラインカラーと駅番号の頭につくアルファベットが定められている。
| 路線     | 記号 | 色 |
| -------- | ---- | -- |
| 嵐山本線 | A    |    |
| 北野線   | B    |    |

### 岡山電気軌道
運転系統ごとにラインカラーと駅番号の頭につくアルファベットが定められている。
| 番号  | 系統     | 系統                                    | 記号 | 色 | 色 |
| ----- | -------- | --------------------------------------- | ---- | -- | -- |
| 1系統 | 東山線   | 岡山駅前 - 東山・おかでんミュージアム駅 | H    |    | 赤 |
| 2系統 | 清輝橋線 | 岡山駅前 - 清輝橋                       | S    |    | 緑 |

### 広島電鉄
運転系統・路線ごとにラインカラーが定められている。
- 色1 … 2025年8月2日以前[108]
- 色2 … 2025年8月3日以降[109]

| 番号  | 系統                   | 系統                                      | 色1 | 色1  | 色2 | 色2  |
| ----- | ---------------------- | ----------------------------------------- | --- | ---- | --- | ---- |
| 1号線 | 本線 - 宇品線          | 広島駅 - 紙屋町東 - 皆実町六丁目 - 広島港 |     | 橙   |     | 水色 |
| 2号線 | 本線 - 宮島線          | 広島駅 - 広電西広島 - 広電宮島口          |     | 赤   |     | 赤   |
| 3号線 | 本線 - 宇品線          | 広電西広島 - 紙屋町西 - 広電本社前        |     | 青   |     | 青   |
| 5号線 | 本線 - 皆実線 - 宇品線 | 広島駅 - 皆実町六丁目 - 広島港            |     | 黄緑 |     | 黄緑 |
| 6号線 | 本線 - 江波線          | 広島駅 - 土橋 - 江波                      |     | 黄   |     | 黄   |
| 7号線 | 横川線 - 宇品線        | 横川駅 - 十日市町 - 紙屋町西 - 広島港     |     | 深緑 |     | 緑   |
| 8号線 | 横川線 - 江波線        | 横川駅 - 十日市町 - 土橋 - 江波           |     | 桃   |     | 桃   |
| 9号線 | 白島線                 | 八丁堀 - 白島                             |     | 灰   |     | 灰   |

| 路線          | 路線                                        | 記号 | 色 | 色   |
| ------------- | ------------------------------------------- | ---- | -- | ---- |
| 本線 - 宮島線 | 広島駅 - 紙屋町西 - 広電西広島 - 広電宮島口 | M    |    | 緑   |
| 宇品線        | 本通 - 市役所前 - 皆実町六丁目 - 広島港     | U    |    | 水色 |
| 皆実線        | 的場町 - 比治山下 - 皆実町六丁目            | H    |    | 黄緑 |
| 横川線        | 横川駅 - 別院前 - 十日市町                  | Y    |    | 桃   |
| 江波線        | 江波 - 舟入町                               | E    |    | 黄   |
| 白島線        | 八丁堀 - 白島                               | W    |    | 灰   |

### 伊予鉄道（市内線）
運転系統ごとにラインカラーが定められている。
| 番号                  | 系統                                                  | 系統                                               | 色 | 色       |
| --------------------- | ----------------------------------------------------- | -------------------------------------------------- | -- | -------- |
| 1号線（環状線外回り） | 花園線 → 城南線 → 大手町線 → 城北線 → 城南線 → 花園線 | 松山市駅 → JR松山駅前 → 木屋町 → 大街道 → 松山市駅 |    | 緑       |
| 2号線（環状線内回り） | 花園線 → 城南線 → 城北線 → 大手町線 → 城南線 → 花園線 | 松山市駅 → 大街道 → 木屋町 → JR松山駅前 → 松山市駅 |    | オレンジ |
| 3号線                 | 城南線 - 花園線                                       | 道後温泉 - 大街道 - 松山市駅                       |    | 赤       |
| 5号線                 | 城南線 - 大手町線                                     | 道後温泉 - 大街道 - JR松山駅前                     |    | 青       |
| 6号線                 | 城南線 - 本町線                                       | 道後温泉 - 大街道 - 本町六丁目                     |    | 黒       |

### 長崎電気軌道
運転系統ごとにラインカラーが定められている。
| 番号    | 系統                                    | 系統                                        | 色 | 色 |
| ------- | --------------------------------------- | ------------------------------------------- | -- | -- |
| 1号系統 | 赤迫支線 - 本線                         | 赤迫 - 長崎駅前 - 新地中華街 - 崇福寺       |    | 青 |
| 2号系統 | 赤迫支線 - 本線 - 蛍茶屋支線            | 赤迫 - 長崎駅前 - 新地中華街 - 蛍茶屋       |    | 白 |
| 3号系統 | 赤迫支線 - 本線 - 桜町支線 - 蛍茶屋支線 | 赤迫 - 長崎駅前 - 桜町 - 蛍茶屋             |    | 赤 |
| 4号系統 | 本線 - 蛍茶屋支線                       | 崇福寺 - 浜町アーケード - 市民会館 - 蛍茶屋 |    | 黄 |
| 5号系統 | 大浦支線 - 本線 - 蛍茶屋支線            | 石橋 - 新地中華街 - 市民会館 - 蛍茶屋       |    | 緑 |

### 熊本市交通局（熊本市電）
運転系統ごとにラインカラーが定められている。2011年3月1日に制定された。
| 番号  | 系統                                | 系統                                                      | 色 | 色 |
| ----- | ----------------------------------- | --------------------------------------------------------- | -- | -- |
| A系統 | 田崎線 - 幹線 - 水前寺線 - 健軍線   | 田崎橋 - 熊本駅前 - 辛島町 - 水道町 - 水前寺公園 - 健軍町 |    | 赤 |
| B系統 | 上熊本線 - 幹線 - 水前寺線 - 健軍線 | 上熊本 - 辛島町 - 水道町 - 水前寺公園 - 健軍町            |    | 青 |

### 鹿児島市交通局（鹿児島市電）
運転系統ごとにラインカラーが定められている。
| 番号  | 系統                         | 系統                                                                           | 色 | 色 |
| ----- | ---------------------------- | ------------------------------------------------------------------------------ | -- | -- |
| 1系統 | 第一期線 - 谷山線            | 鹿児島駅前 - 市役所前 - 天文館通 - 高見馬場 - 武之橋 - 郡元 - 谷山             |    | 青 |
| 2系統 | 第一期線 - 第二期線 - 唐湊線 | 鹿児島駅前 - 市役所前 - 天文館通 - 高見馬場 - 加治屋町 - 鹿児島中央駅前 - 郡元 |    | 赤 |

### 千葉都市モノレール
| 番号  | 色 | 色 |
| ----- | -- | -- |
| 1号線 |    | 青 |
| 2号線 |    | 青 |

### 多摩都市モノレール
| 路線                 | 色 | 色       |
| -------------------- | -- | -------- |
| 多摩都市モノレール線 |    | オレンジ |

### 湘南モノレール
| 路線     | 色 | 色 |
| -------- | -- | -- |
| 江の島線 |    | 赤 |

### 沖縄都市モノレール
| 路線                               | 色 | 色     |
| ---------------------------------- | -- | ------ |
| 沖縄都市モノレール線（ゆいレール） |    | レッド |

### 埼玉新都市交通
| 路線   | 色 | 色       |
| ------ | -- | -------- |
| 伊奈線 |    | イエロー |

### ゆりかもめ
| 路線                           | 色 | 色           |
| ------------------------------ | -- | ------------ |
| ゆりかもめ東京臨海新交通臨海線 |    | ブルーグレー |

### 横浜シーサイドライン
| 路線                 | 色 | 色       |
| -------------------- | -- | -------- |
| 金沢シーサイドライン |    | オレンジ |

### 愛知高速交通
| 路線       | 色 | 色     |
| ---------- | -- | ------ |
| 東部丘陵線 |    | ブルー |

### 神戸新交通
| 路線               | 色 | 色       |
| ------------------ | -- | -------- |
| ポートアイランド線 |    | グリーン |
| 六甲アイランド線   |    | グリーン |